# Miami
Miami (pronunciación en español: [maˈjami] o [mi.ˈami]ⓘ, en inglés: /maɪˈæmi/) es una ciudad portuaria ubicada en la costa sureste de Florida, Estados Unidos, alrededor del río Miami, entre los Everglades y el océano Atlántico. Es la sede del condado de Miami-Dade, y por tanto, la principal, más céntrica y más poblada ciudad del área metropolitana de Miami. Fue fundada el 28 de julio de 1896 y según el censo de 2020 cuenta con una población de 442 241; su área metropolitana engloba a más de 6,1 millones de habitantes. La Oficina del censo de Estados Unidos ha calculado que Miami se convirtió en la novena área metropolitana más grande del país, detrás de Nueva York, Los Ángeles, Chicago, Dallas, Houston, Washington D. C., Filadelfia y Atlanta.
Es considerada una ciudad global de importancia en las finanzas, el comercio, los medios de comunicación, entretenimiento, artes y comercio internacional. Es sede de numerosas oficinas centrales de compañías, bancos y estudios de televisión. Es, también, centro internacional del entretenimiento popular en televisión, música, moda, cine y artes escénicas. El puerto de Miami es considerado el puerto que alberga el mayor volumen de cruceros del mundo[cita requerida] y es sede, también, de varias compañías de líneas de cruceros. Además, la ciudad tiene la mayor concentración de bancos internacionales en todos los Estados Unidos.
En 2008, fue galardonada con el título «Ciudad más limpia de Estados Unidos» por la revista Forbes por su año trabajando por la calidad del aire, grandes espacios verdes, sus limpias aguas potables y calles, y diversos programas de reciclaje. En ese mismo año, Miami se situó como la tercera ciudad estadounidense más rica y la vigésimo segunda del mundo, según un estudio de UBS AG.
Miami es una ciudad con una mayoría de habitantes de origen latino, los cuales se concentran fundamentalmente en barrios como el de Little Havana (Pequeña Habana), residencia de los cubanos en Miami; Pequeña Haití, donde se ubican los haitianos, Doral (conocida como Doralzuela, por su concentración de venezolanos); Kendall, también llamada la Pequeña Colombia, por su enorme número de residentes de origen colombiano, Allapattah (o la Pequeña Santo Domingo), en donde residen los dominicanos, Wynwood (Little San Juan, por su inmensa comunidad de puertorriqueños), Sweetwater (Little Managua, por los nicaragüenses) y la avenida Collins de Miami Beach (Little Buenos Aires).
En 1993 el Condado de Miami-Dade derogó una ley antigua que convirtió en inglés la lengua oficial y administrativa del condado. El español es el idioma materno de casi el 70 % de sus habitantes mientras el inglés es solamente el 25.42 %.

## Historia

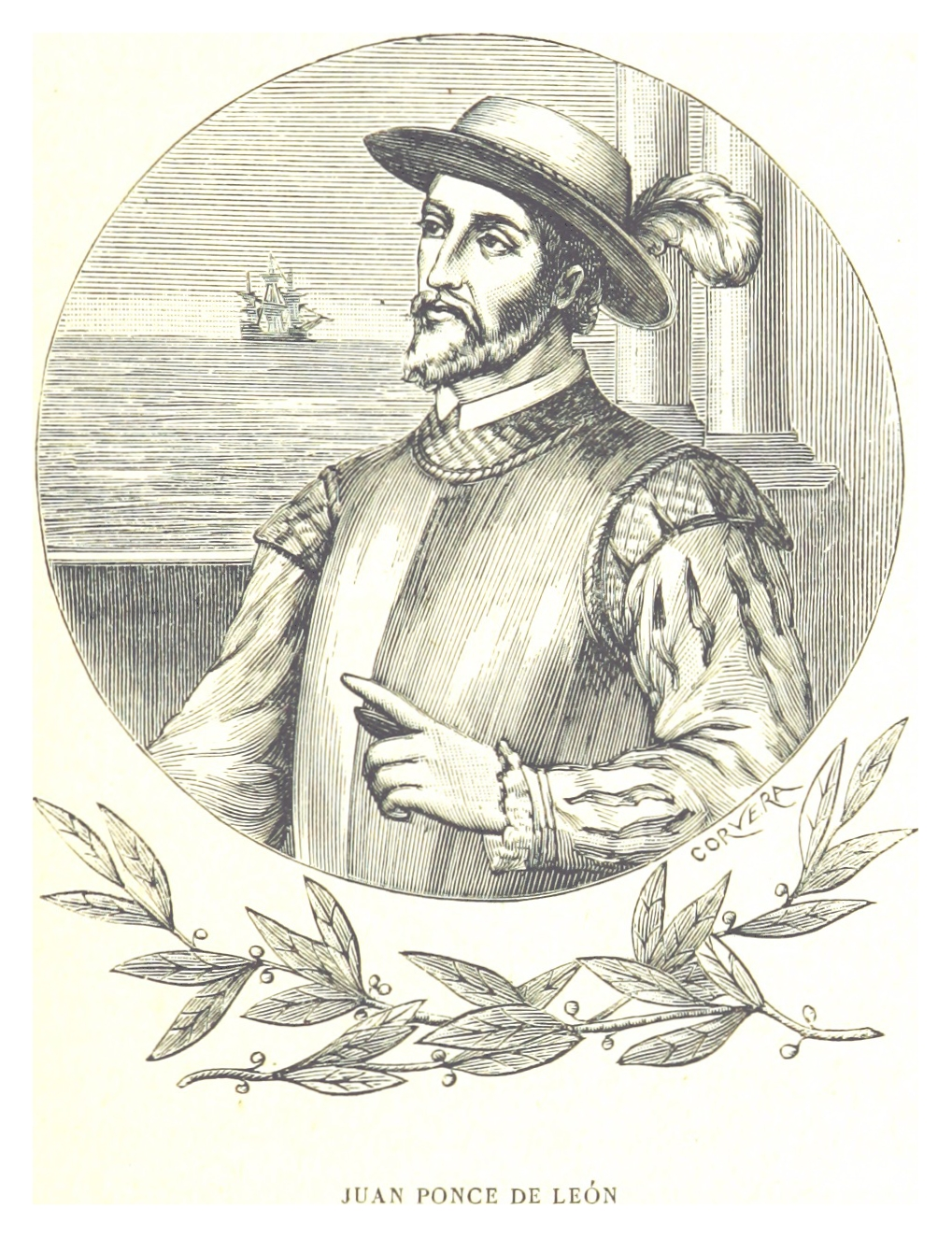
Juan Ponce de León (Santervás de Campos, Valladolid, España) fue uno de los primeros europeos en llegar al actual Estados Unidos y el descubridor de Florida, a la que dio su actual nombre.

Antes de su fundación, el área conocida hoy como bahía Vizcaína estaba habitada por las etnias autóctonas: tequesta, mayaimi y, ocasionalmente, los calusa. Cuando llegó el español Juan Ponce de León al área que actualmente corresponde a Miami, en busca de la «fuente de la juventud», se encontró con una deslumbrante variedad de indígenas. En 1567, con Pedro Menéndez de Avilés, se consolida la presencia española en la región; sobre un asentamiento de los tequesta, los españoles crearon la misión de Tegesta obra del jesuita Francisco Villareal, que se ubicaba en la desembocadura del río Miami. Sin embargo, tras las sucesivas guerras, el territorio fue abandonado por los españoles. La Florida se mantuvo bajo dominio español durante tres siglos —excepto el paréntesis inglés de 1767 a 1787— hasta su cesión forzada a Estados Unidos, en 1821.
En 1891, una viuda acaudalada llamada Julia Tuttle se mudó a la Florida y compró 640 acres de tierra en la orilla septentrional del río Miami. Tiempo después, Tuttle convenció al acaudalado constructor de ferrocarriles Henry Flagler para que extendiera la línea del ferrocarril hasta Miami, para construir un lujoso hotel y para levantar un nuevo poblado. El resultado fue la fundación de la ciudad, en 1896. Como consecuencia de estos acontecimientos, miles de personas llegaron a Florida. Ya por entonces, en los inicios de la ciudad, la población era diversa; personas de distintas culturas, de distintas partes del mundo, llegaron a la nueva ciudad: el primer alcalde de Miami fue un católico irlandés, algunos de los primeros comerciantes eran judíos y los afroamericanos y bahameños negros constituían un tercio de los nuevos miembros de la ciudad.

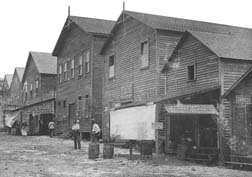
Miami Avenue en 1896.

El crecimiento urbano parecía imparable en los años 1920, cuando los precios inmobiliarios en algunos casos se cuadruplicaron en cuestión de cinco años. La especulación del suelo fue frenada por el destructivo huracán de 1926 que, además de matar a más de 200 personas dejó al menos 25 000 personas sin vivienda y causó daños por valor de varios millones de dólares; esto llevó a Miami a una profunda depresión económica tres años antes que el resto del país. Sin embargo no permaneció mal por mucho tiempo y consiguió salir de la depresión de 1929 antes que el resto de la nación, en parte gracias a la industria de la aviación. Durante la depresión, la Pan American Airways inició la era moderna de la aviación con los Flying Clippers de Miami Dinner Key. Ya entonces, la Pan American Airways hacía publicidad de Miami como Gateway to the Americas (La puerta de las Américas). Hoy, la terminal de Pan American Airways es el lugar donde se encuentra el Ayuntamiento.
Durante la Segunda Guerra Mundial, la ciudad fue un importante centro de entrenamiento y concentración de tropas, especialmente en Miami Beach. Muchos hombres y mujeres que se entrenaron durante la guerra regresaron al sur de Florida generando un nuevo período de gran crecimiento.

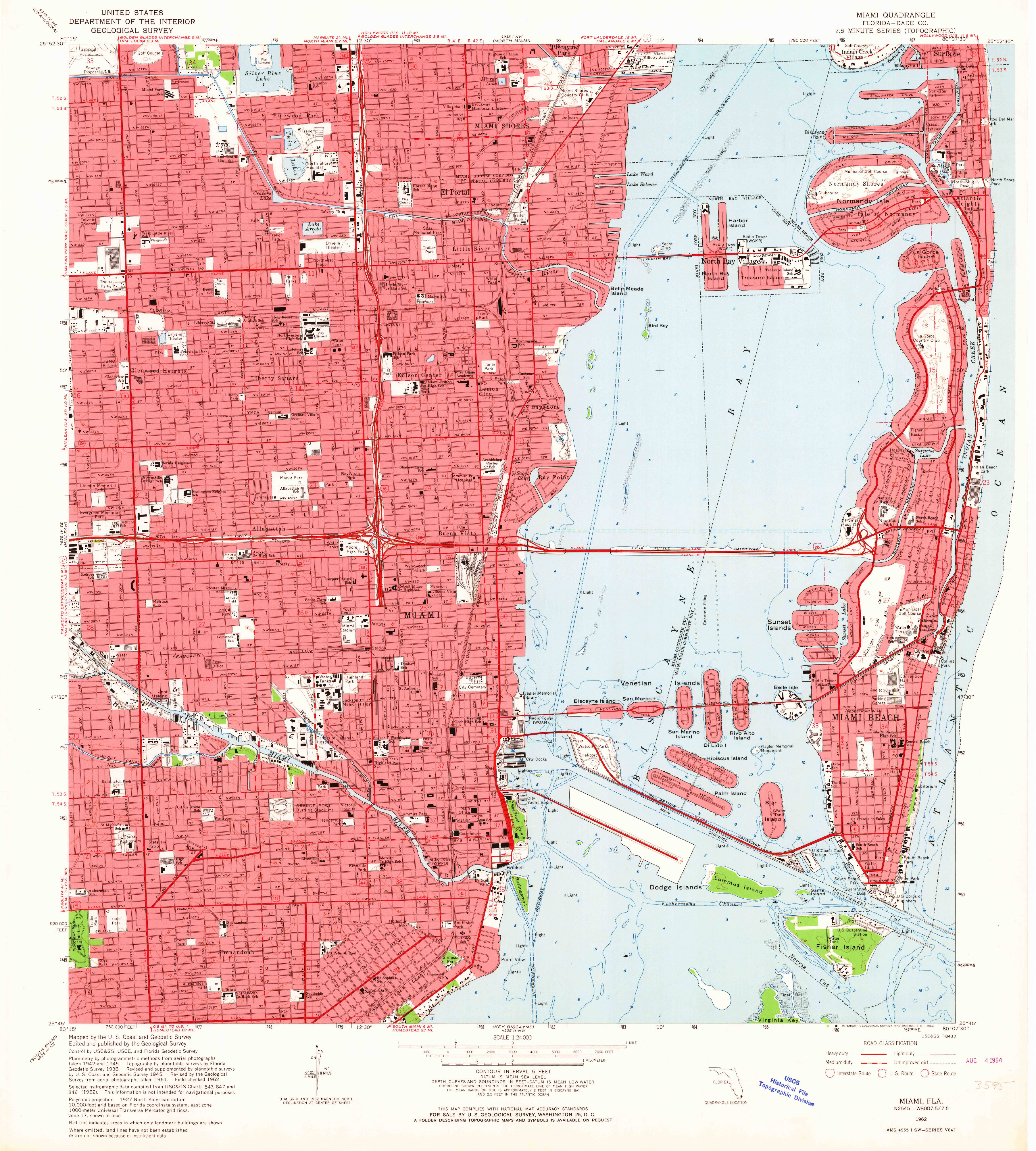
Mapa de Miami en 1962

Cuando la Revolución Cubana tomó el poder en 1959, la historia de Miami tuvo un giro inesperado: en sólo una década, más de 400.000 cubanos llegaron a Miami. El primer éxodo de cubanos fue en su mayoría de familias de clase media y alta durante la presidencia de Fulgencio Batista que era apoyada por Estados Unidos y que tras la Revolución Cubana perdieron todos sus privilegios, esto ocasionó el descontento de algunos habitantes de Miami especialmente de la comunidad afroamericana, que reclamó que los cubanos estaban ocupando puestos de trabajo que eran de afroamericanos. Además el sistema educativo tuvo que hacer un esfuerzo desmedido para educar a miles de niños hispanohablantes. Los cientos de miles de cubanos recién llegados se establecieron por todo el condado pero especialmente en la zona de Riverside, que luego pasó a llamarse Pequeña Habana, una zona en la cual hispanoparlantes de toda la ciudad podían dirigir sus negocios y su vida cotidiana hablando tan solo español.
1980 fue un año intenso para la ciudad debido a los disturbios conocidos como Miami Riots, que se produjeron debido a un hecho de abuso de la autoridad por parte de oficiales de la policía hacia un afroamericano llamado Arthur McDuffie. Ese año se produjo la segunda oleada de inmigrantes, Éxodo del Mariel en el cual 150 000 cubanos llegaron a Miami; este grupo se diferenciaba de la primera oleada de inmigrantes por ser (en su mayoría) pobres, de bajo nivel cultural y se estima que 25 000 tenían antecedentes criminales en Cuba. También en 1980 la ciudad presenció un incremento de inmigrantes haitianos, que se instalaron en una zona que luego se conoció como Pequeño Haití. Todo este flujo migratorio que ingresó a Miami incrementó la violencia y el crimen llevando la tasa de homicidios a niveles históricos en la década de los 80. Este periodo de violencia es conocido como la guerra de la cocaína (The Cocaine War), en la que bandas de colombianos se enfrentaban a bandas de cubanos (nombrados en aquel entonces como los Cocaine Cowboys) que trabajaban para narcotraficantes de alto calibre.
En mayo de 1980, la absolución de varios policías responsables de la muerte de un veterano afroamericano provocó disturbios : 18 personas murieron y más de 400 resultaron heridas.
Mientras tanto, conflictos políticos en Centroamérica y Sudamérica generaron olas de migración de muchos otros países. En el citado censo del año 2000, un 65,8 % de los habitantes de la ciudad fueron clasificados como «hispanos», llegando a alcanzar un 90,8 % en áreas como la Pequeña Habana.

A principios del el panorama comenzó a cambiar favorablemente para Miami. Hoy en día es una ciudad abierta al comercio internacional, especialmente con América Latina

Una noche en Downtown Miami skyline

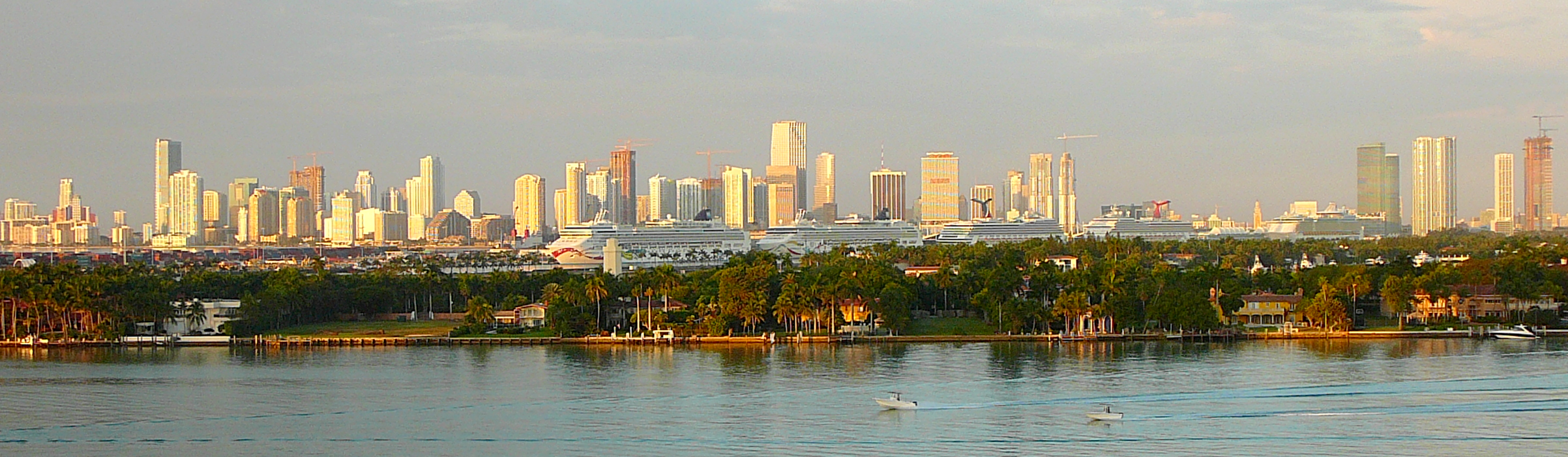
Rascacielos en el centro de la ciudad de Miami, visto desde el oriente.

## Geografía

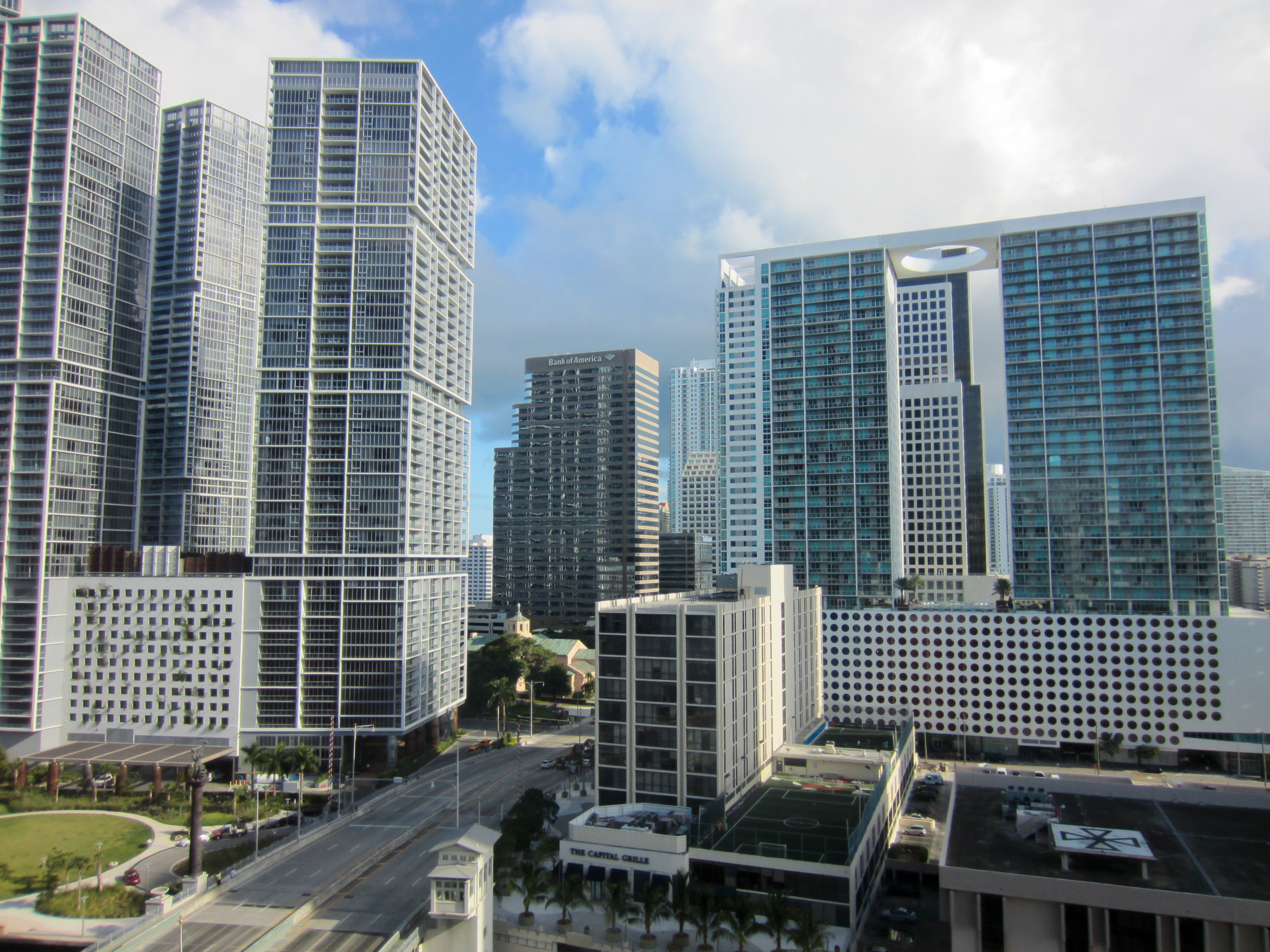
Brickell

En términos de superficie, Miami es una de las grandes ciudades más pequeñas de Estados Unidos. De acuerdo con la Oficina del Censo del país, la ciudad abarca una superficie total de 143,15 km². De esta área, 92,68 km² son tierra y 50,73 km² son agua. Eso significa que Miami aloja más de 400 000 personas en 91 km², por lo que es una de las ciudades más densamente pobladas del país, junto con la ciudad de Nueva York, San Francisco, y Chicago, entre otras. En la ciudad propiamente dicha vive menos de 1 de cada 13 residentes del sur de Florida. Además, el 52 % de la población del condado de Miami-Dade no vive en ninguna ciudad incorporada. Miami es la única ciudad de los Estados Unidos bordeada por dos parques nacionales, el parque nacional de los Everglades al oeste y el parque nacional Vizcaíno al este.
Miami y sus suburbios se encuentran en una amplia llanura entre Everglades y la bahía Vizcaína, que también se extiende desde la bahía de Florida al norte del lago Okeechobee. La elevación de la zona nunca asciende por encima de 12 m, y los promedios se sitúan alrededor de 2 m s. n. m. en la mayoría de los barrios, especialmente cerca de la costa. Las mayores ondulaciones se encuentran a lo largo de la costa de Miami Rock Ridge, cuyo sustrato es la base de la mayor parte de la región oriental de la región metropolitana de Miami. La parte principal de la ciudad se encuentra en las orillas de la bahía Vizcaína, que contiene varios cientos de barreras de islas creadas artificial y naturalmente, la mayor de las cuales está en Miami Beach y South Beach. La corriente del Golfo, una corriente marina cálida, discurre hacia el norte a sólo 24,1 km frente a la costa, permitiendo que el clima de la ciudad permanezca suave y cálido durante todo el año.

### Geología

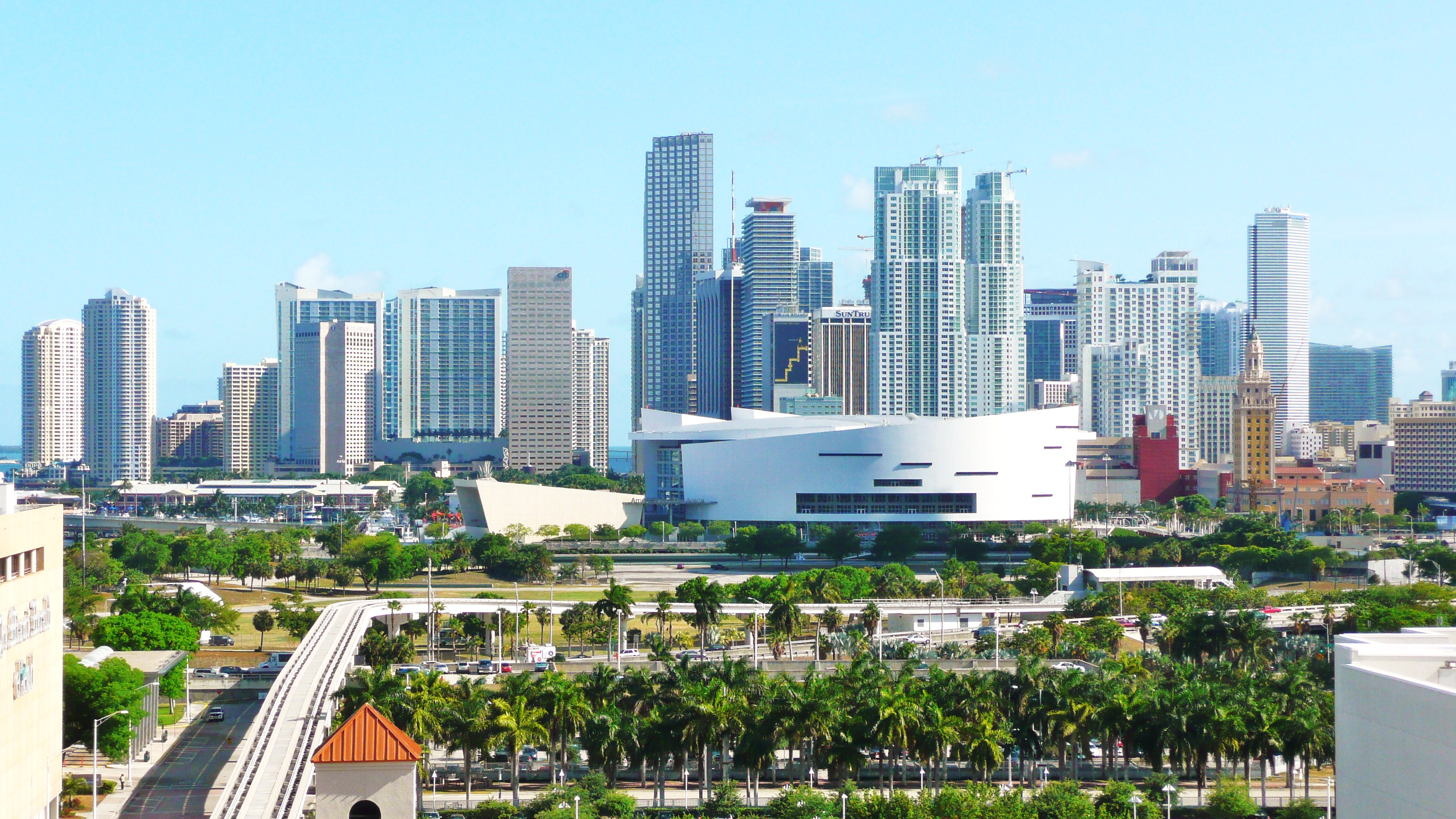
Centro de Miami

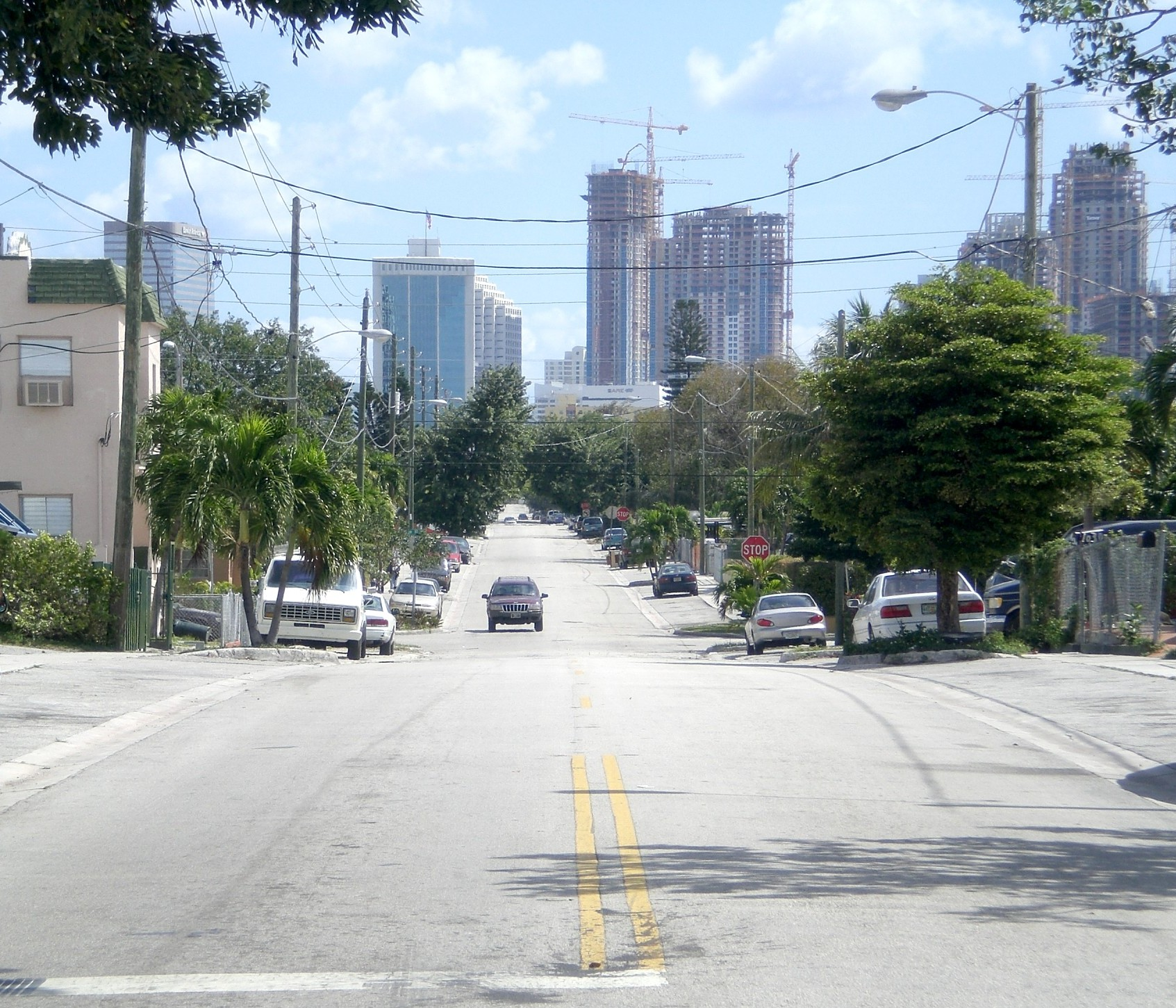
Imagen de uno de los puntos más altos de Miami, al oeste del centro. El punto más alto es Coconut Grove, a 6,1 metros sobre el nivel del mar.

Los cimientos de la superficie del área de Miami se llaman oolito Miami o piedra caliza de Miami. Esta base está cubierta por una delgada capa de tierra, de no más de 15 m de espesor. La piedra caliza de Miami se formó como resultado de los drásticos cambios en el nivel del mar asociados con las recientes glaciaciones o edades de hielo. A partir de hace unos 130 000 años, aproximadamente, la interglacial Riss-Würm aumentó el nivel del mar hasta alcanzar unos 7,5 m por encima del nivel actual. Todo el sur de Florida estaba cubierto por un mar poco profundo. Varias líneas paralelas de arrecifes se formaron a lo largo del borde de la meseta de Florida sumergida, que se extiende desde el área de Miami a lo que ahora es el parque nacional Tortugas Secas. El área detrás de esta línea de arrecifes fue, en efecto, una gran laguna, y el Miami de piedra caliza formó el área total a partir de los depósitos de oolites y los depósitos de briozoos. Hace unos 100 000 años, la glaciación Wisconsin comenzó a provocar un descenso en el nivel del mar, secando el suelo de la laguna. Hace 15 000 años, por su parte, el nivel del mar había descendido de 90 a 110 m por debajo del nivel contemporáneo; sin embargo, aumentó rápidamente después de esto, estabilizándose en el nivel actual, 4000 años atrás, dejando la parte continental del sur de Florida justo por encima del nivel del mar.

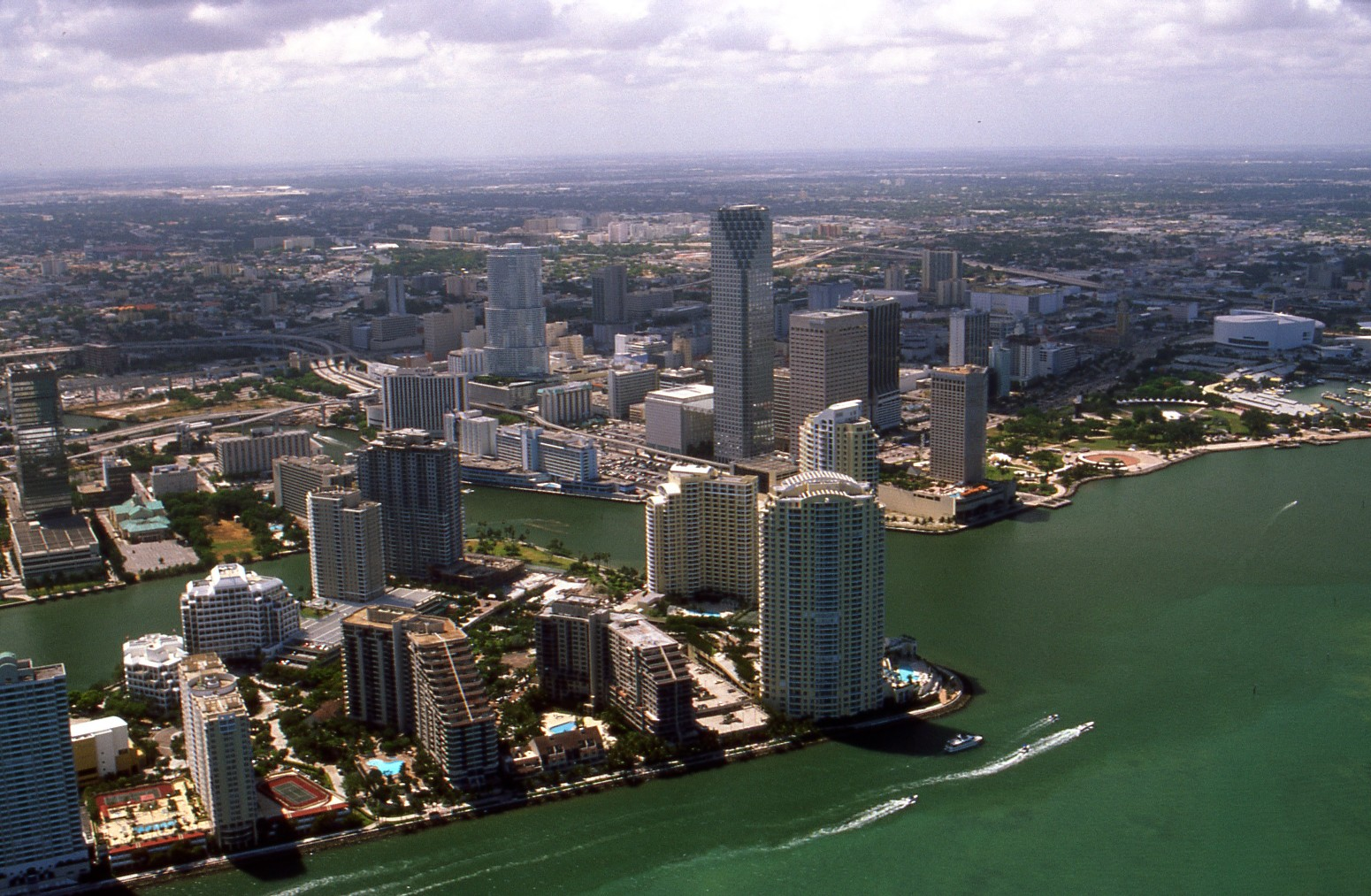
Vista aérea de la ciudad de Miami.

Debajo de la llanura se encuentra el Acuífero Vizcaíno, una fuente natural subterránea de agua dulce que se extiende desde el sur del condado de Palm Beach a la bahía de Florida, con su punto más alto en torno a las ciudades de Miami Springs y Hialeah. La mayoría del área metropolitana del sur de Florida obtiene su agua potable de este acuífero. Como resultado del acuífero, no es posible excavar a más de 4,57 m por debajo de la ciudad, sin golpear el agua, lo que impide la construcción subterránea. Por esta razón no hay sistema de metro subterráneo en Miami.
La mayor parte del margen occidental de la ciudad se extiende hacia Everglades, una zona pantanosa subtropical situada en la parte sur del estado de Florida. Esto causa problemas ocasionales con la fauna local, como caimanes aventurándose en las comunidades de Miami y en las principales carreteras.

### Clima
El clima de Miami es Clima tropical, con veranos calurosos y húmedos, e inviernos cálidos y secos. La ciudad experimenta frentes fríos a partir de noviembre hasta marzo, que ocasionan temperaturas de frescas a frías que no suelen mantenerse por más de una semana. En el transcurso del invierno pueden darse unos días con temperaturas mínimas heladas (alrededor de 0 °C/32 °F).
La mayor parte de las precipitaciones ocurren en verano y generalmente hay una estación seca en invierno. La estación húmeda prevalece de mayo a septiembre y en la seca ocurren temperaturas suaves y en ella tiene lugar las débiles precipitaciones invernales. La temporada de huracanes suele coincidir con la estación húmeda.

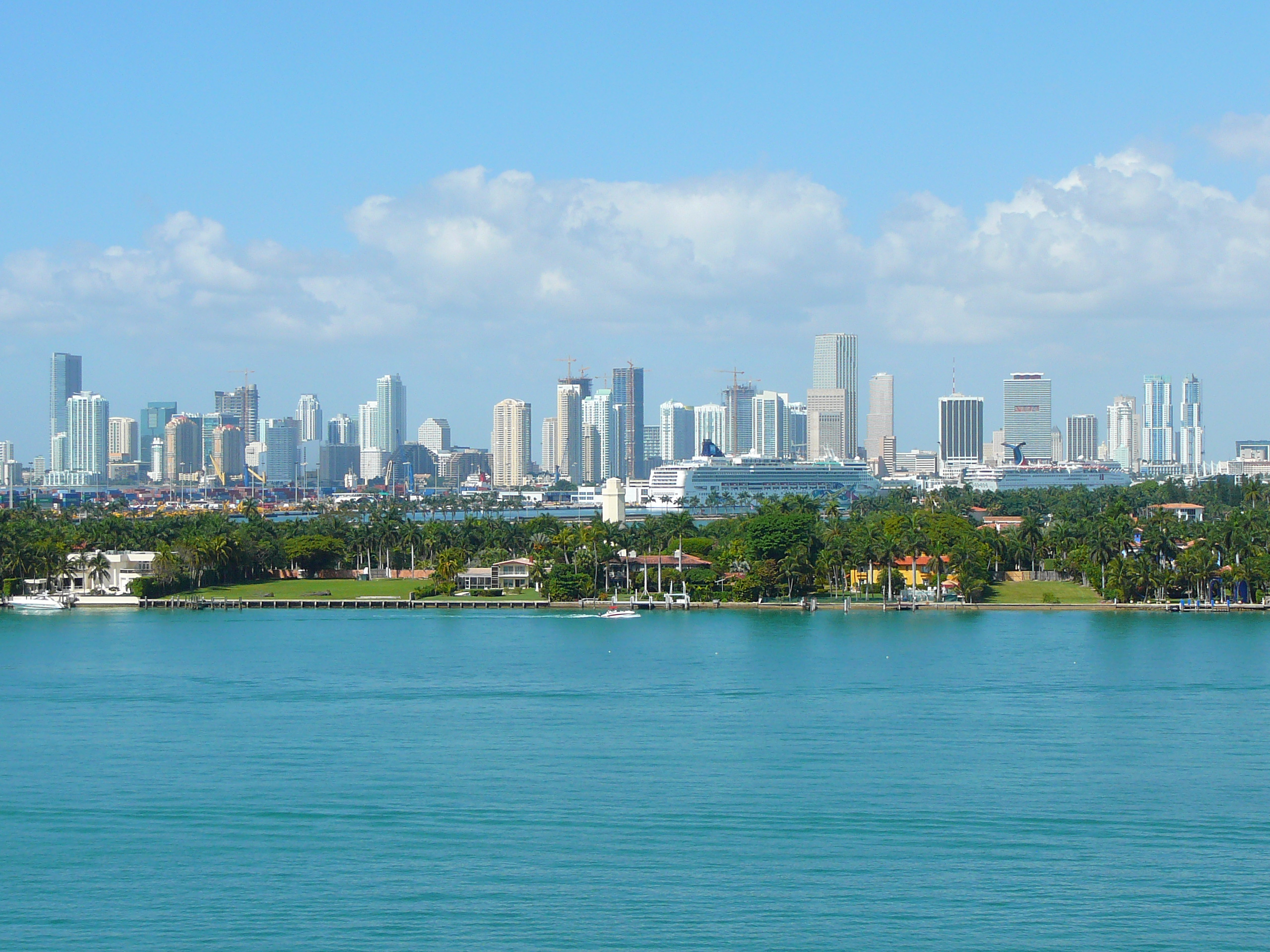
Miami disfruta de un clima cálido y de unas 3000 horas de sol al año

Además de su elevación sobre el nivel del mar, su localización costera y posición sobre el trópico de Cáncer hace que el clima sea bastante moderado a lo largo de todo el año. Un día típico de verano comprende temperaturas entre 25 °C y 32 °C, pero raras veces superando los 35 °C. Las suaves temperaturas son acompañadas por niveles de humedad regulares, siendo, a menudo, frecuentes las tormentas por la tarde o las brisas del mar que proporciona el océano Atlántico, que refrescan las temperaturas aunque con una sensación de cierto bochorno. Durante el invierno, la humedad es sensiblemente más baja, las temperaturas mínimas medias durante ese tiempo son suaves, de unos 15 °C, siendo muy difícil que se sitúen por debajo de los 10 °C, y las máximas suelen ser templadas, de 23 a 26 °C.

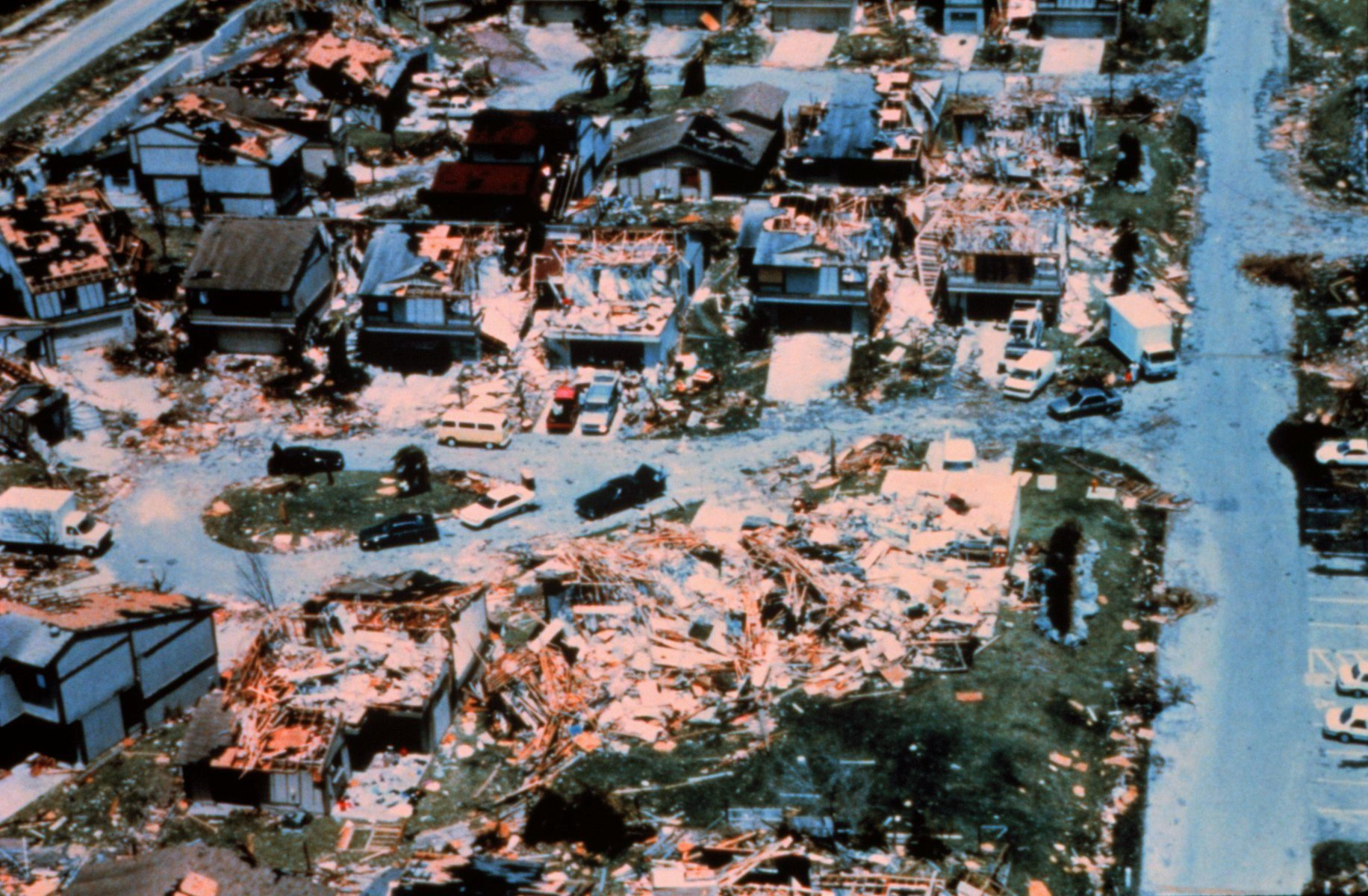
Destrozos causados por el Huracán Andrew de 1992

En Miami, la temperatura más alta registrada ha sido de 38 °C (100 °F). Por su parte, la temperatura más baja registrada fue de −2 °C (27 °F), y en tan sólo una ocasión se ha producido precipitación nival, una nevisca (nevada ligera) el 19 de enero de 1977 en la que la nieve no cuajó (no hubo acumulación). Pese a estos datos, los registros climatológicos de Miami y su área periférica han sufrido muchas interrupciones desde 1839 hasta 1900. El lugar donde se realizan las mediciones de temperaturas y precipitaciones se encuentra localizado en el centro de la ciudad desde diciembre de 1900. Una oficina del Servicio Meteorológico Nacional fue abierta en Miami en junio de 1911.
Miami recibe abundantes niveles de precipitación. La mayor parte de esa precipitación se desarrolla a partir de mediados de mayo hasta principios de octubre. Exactamente registra 1488 mm de lluvias, mientras que cerca de Fort Lauderdale y Miami Beach se recogen 1621 mm y 1227 mm respectivamente, que muestra la alta variabilidad local en cuanto a diversificación de las precipitaciones. Asimismo, Miami es una de las ciudades más soleadas del país, disfrutando de 3000 horas de sol, aproximadamente, al año.
Debido también a su localización entre dos masas acuáticas conocidas por su importante actividad tropical, Miami es una de las ciudades que, por estadística, más riesgos corre de ser devastada por un huracán junto a Nasáu, Bahamas y La Habana. A pesar de esto, la ciudad no ha sufrido directamente este fenómeno desde el huracán Cleo en 1964. Sin embargo, muchos otros huracanes han afectado la ciudad, incluyendo el Betsy en 1965, el Andrew en 1992, el Irene en 1999, los huracanes Katrina y Wilma en 2005, y el Irma en 2017. La estación de los huracanes comienza oficialmente a partir del 1 de junio hasta el 30 de noviembre, aunque éstos pueden presentarse sin necesidad de respetar estas fechas. La época más probable y de mayor riesgo de huracanes para Miami es la estación del huracán Cabo Verde, a mediados de agosto hasta finales de septiembre. Debido al alto riesgo de huracanes en esta ciudad, el seguro de huracanes es una necesidad para los residentes para ayudar a reparar los daños causados por el clima.
| Parámetros climáticos promedio de Aeropuerto Internacional de Miami (1991−2020, extremos 1895−presente) | Parámetros climáticos promedio de Aeropuerto Internacional de Miami (1991−2020, extremos 1895−presente) | Parámetros climáticos promedio de Aeropuerto Internacional de Miami (1991−2020, extremos 1895−presente) | Parámetros climáticos promedio de Aeropuerto Internacional de Miami (1991−2020, extremos 1895−presente) | Parámetros climáticos promedio de Aeropuerto Internacional de Miami (1991−2020, extremos 1895−presente) | Parámetros climáticos promedio de Aeropuerto Internacional de Miami (1991−2020, extremos 1895−presente) | Parámetros climáticos promedio de Aeropuerto Internacional de Miami (1991−2020, extremos 1895−presente) | Parámetros climáticos promedio de Aeropuerto Internacional de Miami (1991−2020, extremos 1895−presente) | Parámetros climáticos promedio de Aeropuerto Internacional de Miami (1991−2020, extremos 1895−presente) | Parámetros climáticos promedio de Aeropuerto Internacional de Miami (1991−2020, extremos 1895−presente) | Parámetros climáticos promedio de Aeropuerto Internacional de Miami (1991−2020, extremos 1895−presente) | Parámetros climáticos promedio de Aeropuerto Internacional de Miami (1991−2020, extremos 1895−presente) | Parámetros climáticos promedio de Aeropuerto Internacional de Miami (1991−2020, extremos 1895−presente) | Parámetros climáticos promedio de Aeropuerto Internacional de Miami (1991−2020, extremos 1895−presente) |
| Mes | Ene. | Feb. | Mar. | Abr. | May. | Jun. | Jul. | Ago. | Sep. | Oct. | Nov. | Dic. | Anual                                                                                                   |
| --- | --- | --- | --- | --- | --- | --- | --- | --- | --- | --- | --- | --- | --- |
| Temp. máx. abs. (°C)                                                                                    | 31.1 | 31.7 | 33.9 | 36.1 | 36.7 | 36.7 | 37.8 | 36.7 | 36.1 | 35 | 32.8 | 31.7 | 37.8 |
| Temp. máx. media (°C)                                                                                   | 24.6 | 25.7 | 27 | 28.7 | 30.4 | 31.8 | 32.6 | 32.6 | 31.7 | 29.9 | 27.4 | 25.7 | 29 |
| Temp. media (°C)                                                                                        | 20.3 | 21.5 | 22.8 | 24.8 | 26.7 | 28.2 | 28.9 | 29 | 28.3 | 26.7 | 23.8 | 21.8 | 25.2 |
| Temp. mín. media (°C)                                                                                   | 16.1 | 17.3 | 18.7 | 21 | 23 | 24.6 | 25.3 | 25.4 | 24.9 | 23.4 | 20.2 | 17.9 | 21.5 |
| Temp. mín. abs. (°C)                                                                                    | -2.2 | -2.8 | 0 | 3.9 | 10 | 15.6 | 18.9 | 19.4 | 16.7 | 7.2 | 2.2 | -1.1 | -2.8 |
| Precipitación total (mm)                                                                                | 46.5 | 54.6 | 62.5 | 85.3 | 160.5                                                                                                   | 267 | 186.9                                                                                                   | 243.3                                                                                                   | 259.6                                                                                                   | 194.3                                                                                                   | 89.7 | 62 | 1712.2                                                                                                  |
| Días de precipitaciones (≥ 0.2 mm)                                                                      | 7.7 | 6.5 | 6.3 | 6.9 | 10.8 | 17.6 | 17.3 | 19.4 | 18.1 | 13.8 | 8.6 | 8.0 | 141.0                                                                                                   |
| Horas de sol                                                                                            | 219.8                                                                                                   | 216.9                                                                                                   | 277.2                                                                                                   | 293.8                                                                                                   | 301.3                                                                                                   | 288.7                                                                                                   | 308.7                                                                                                   | 288.3                                                                                                   | 262.2                                                                                                   | 260.2                                                                                                   | 220.8                                                                                                   | 216.1                                                                                                   | 3154.0                                                                                                  |
| Humedad relativa (%)                                                                                    | 72.7 | 70.9 | 69.5 | 67.3 | 71.6 | 76.2 | 74.8 | 76.2 | 77.8 | 74.9 | 73.8 | 72.5 | 73.2 |
| Fuente: NOAA (humedad y horas de sol 1961-1990) The Weather Channel                                     | | | | | | | | | | | | | |

## Demografía
| Población de Miami |         |                    |
| Año                | Ciudad  | Área metropolitana |
| 1900               | 1.681   | -                  |
| 1910               | 5.471   | -                  |
| 1920               | 29.549  | 66.542             |
| 1930               | 110.637 | 214.830            |
| 1940               | 172.172 | 387.522            |
| 1950               | 249.276 | 693.705            |
| 1960               | 291.688 | 1.497.099          |
| 1970               | 334.859 | 2.236.645          |
| 1980               | 346.865 | 3.220.844          |
| 1990               | 358.548 | 4.056.100          |
| 2000               | 362.470 | 5.007.564          |
| 2010               | 399.457 | 5.564.635          |
| 2020               | 442.241 | 6.138.333          |

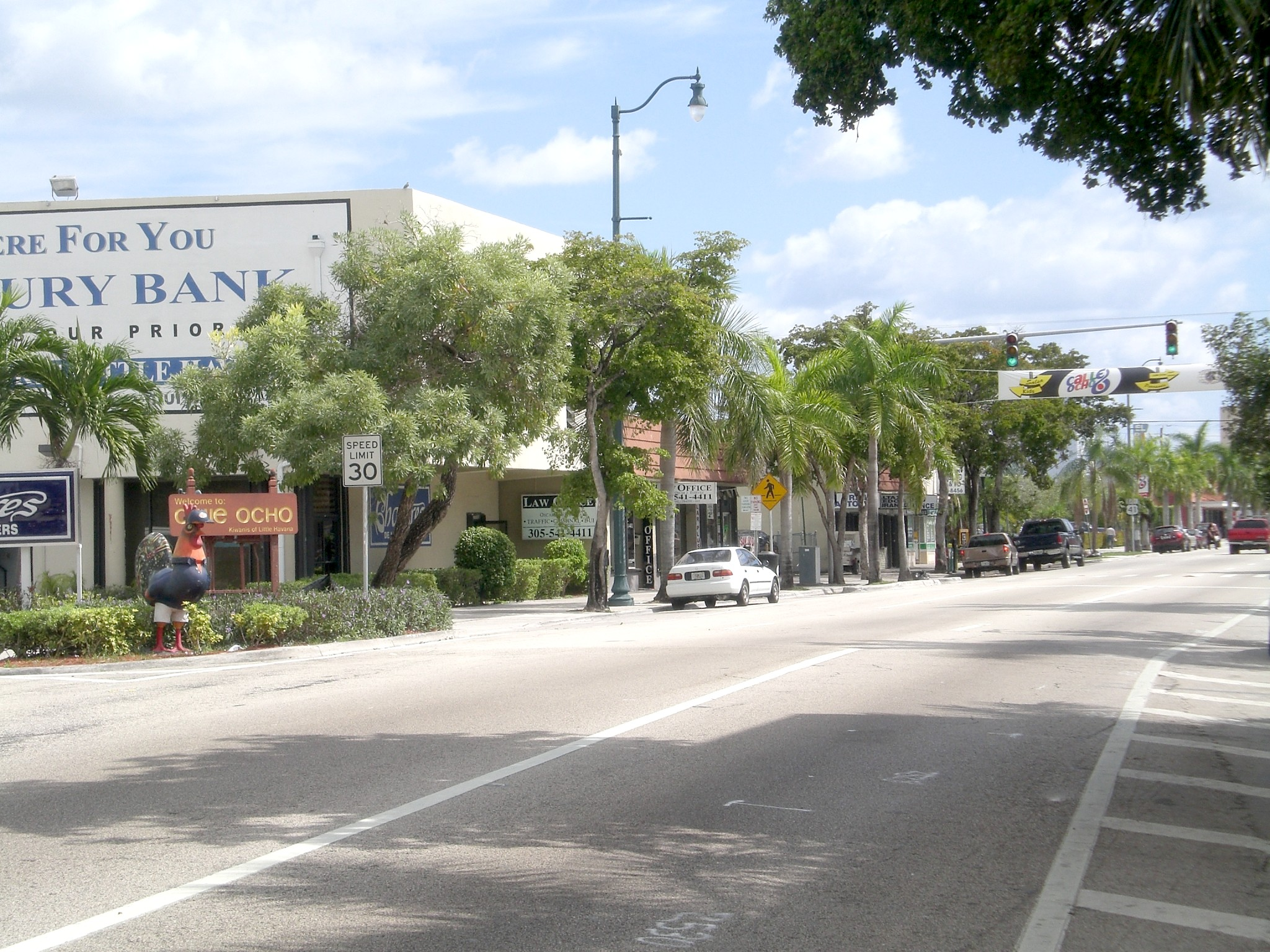
La Pequeña Habana, lugar de la comunidad cubana.

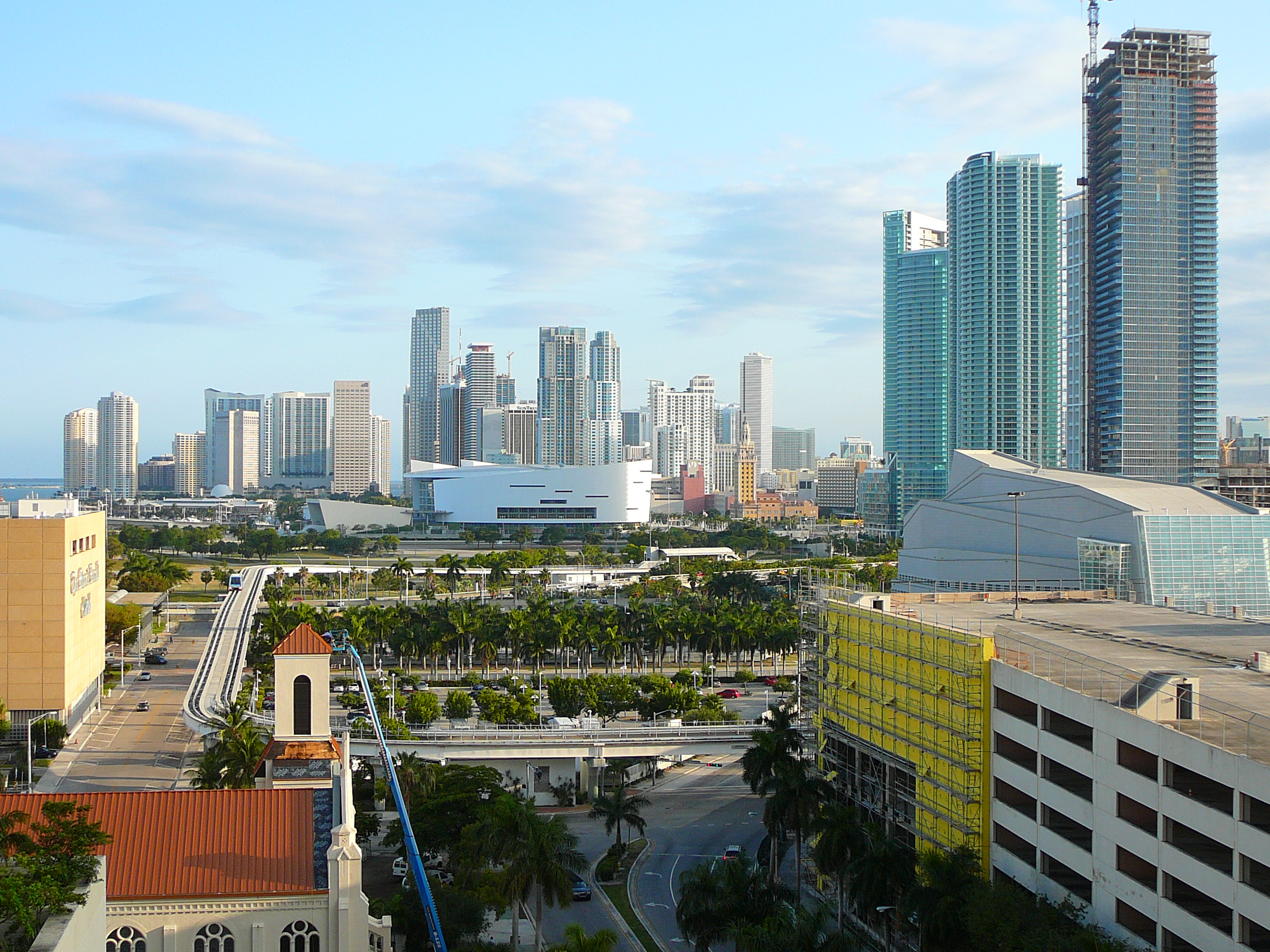
Centro de la ciudad: Miami tiene la mayor área metropolitana del sureste del país.

Miami es la cuadragésimo segunda ciudad más poblada de Estados Unidos. El área metropolitana de Miami, que incluye los condados de Miami-Dade, Broward y Palm Beach, tiene una población combinada de más de 5,4 millones de habitantes, siendo la cuarta mayor del país (detrás de Chicago) y la mayor del sureste de Estados Unidos. En 2008 las Naciones Unidas estimaron que la aglomeración urbana de la ciudad era la sexta más importante del país y la 44.ª del mundo. Como nueva megalópolis en formación, con 12 795 076 (en 2008), Miami es la cuarta región urbana de Estados Unidos, detrás de Los ángeles, Nueva York, y Chicago. También conocida como conurbación de Florida, abarca sus tres mayores áreas metropolitanas: Miami, Tampa y Orlando, ocupando el lugar vigésimo octavo puesto mundial por población (véase el Regiones urbanas del mundo por población). En el censo estadounidense de 2000 la ciudad registró 362 470 habitantes, 134 198 hogares y 83 336 familias que residían en Miami. La densidad de población era de 3923,5 hab./km² y había 148 388 unidades de vivienda en una densidad media de 1606,2 por kilómetro cuadrado.
Según el censo de 2010, había 399 457 personas residiendo en Miami. La densidad de población era de 2750,98 hab./km². De los 399 457 habitantes, Miami estaba compuesto por el 72.58 % de blancos, el 19.25 % de afroamericanos, el 0.3 % de amerindios, el 0.99 % de asiáticos, el 0.02 % de isleños del Pacífico, el 4.18 % de otras razas y el 2.69 % de dos o más razas. Del total de la población, el 69.96 % eran hispanos o latinos de cualquier raza.
En cuanto a las nacionalidades, el censo de 2000 ratificó que la mayoría étnica era la cubana, con el 34,1 % de la población. El resto lo conformaban nicaragüenses, con el 5,6 %; haitianos, un 5,5 %; hondureños, un 3,3 %; dominicanos, con un 1,7 %; y colombianos, con un 1,6 % de la población. Estos resultados confirmaron a Miami como la primera ciudad del mundo en términos de residentes nacidos fuera del país (59 % de la población), seguida de Toronto (50 %), en un estudio realizados por el Programa para el Desarrollo de las Naciones Unidas, UNDP (United Nations Development Program).
Había 134 198 hogares, de los cuales el 26,3 % tenían hijos menores de 18 años que vivían con ellos; el 36,6 % eran parejas casadas que viven juntas; el 18,7 % tenía una mujer cabeza de familia sin marido presente; y el 37,9 % no eran familias. Un 30,4 % de todas las familias se componían de personas y en el 12,5 % había personas viviendo solas de 65 años de edad o más. El tamaño medio del hogar es de 2,61 individuos, y el promedio de tamaño de la familia era 3,25. La distribución por edad fue de un 21,7 % menores de 18 años; el 8,8 % de 18 a 24; un 30,3 % de 25 a 44; el 22,1 % de 45 a 64; y el 17,0 % fueron de 65 años de edad o más. La media de edad fue de 38 años. Por cada 100 mujeres existían 98,9 hombres. Por cada 100 mujeres mayores de 18 años, había 97,3 hombres.
Los ingresos medios por hogar en Miami eran 23 483 $ anuales, y por familia, 27 225 $. Los hombres tenían un ingreso medio de 24 090 $ frente a los 20 115 $ de las mujeres. La renta per cápita en la ciudad eran de 15 128 $. Alrededor del 23,5 % de las familias y el 28,5 % de la población se encontraba bajo el umbral de la pobreza, incluyendo un 38,2 % de los cuales era menor de edad y el 29,3 % eran personas mayores de 65 años.
El explosivo crecimiento de la población en los últimos años se ha producido por migraciones internas de otras partes del país así como por la inmigración. La ciudad es considerada como más que un mosaico multicultural, un crisol de culturas, con los residentes manteniendo gran parte o algunos de sus rasgos culturales. La cultura general de Miami está muy influida por su gran población de personas de origen latinoamericano y afro, de las culturas de islas como Jamaica, Trinidad y Tobago, las Bahamas y Cuba. Muchos de ellos hablan español o criollo haitiano.
Hoy en día, el área de Miami tiene una considerable comunidad de ciudadanos: población indocumentada, residentes permanentes, argentinos, bahamenses, brasileños, canadienses, chilenos, chinos, colombianos, cubanos, dominicanos, ecuatorianos, franceses, alemanes, griegos, guatemaltecos, guyaneses, haitianos, hondureños, jamaicanos, indios, italianos, mexicanos, nicaragüenses, peruanos, rusos, salvadoreños, trinitenses, turcos, sudafricanos, uruguayos y venezolanos, así como una considerable comunidad puertorriqueña a lo largo del área metropolitana. Mientras los inmigrantes más comunes son hispanos y negros, el área de Miami acoge también importantes comunidades de españoles, franceses, canadienses franceses, alemanes, italianos y rusos. Las comunidades de inmigrantes han crecido en lugares prominentes de Miami y sus suburbios, creando barrios étnicos tales como Pequeña Haití, Pequeña Habana, Little Bogotá, Little Caracas, Little Managua, Little Buenos Aires, Little Moscow o Little San Juan.

### Idiomas
En Miami se habla una amplia variedad de lenguas. Precisamente, Miami tiene la tercera mayor población hispanohablante del hemisferio occidental fuera de Hispanoamérica solo por detrás de Nueva York y San José (California). Es una de las ciudades con un alto porcentaje de población hispanohablante. En mayo de 1993, el Consejo de Dade County (región de Miami) decidió derogar una ley antigua que convirtió en inglés la lengua oficial en la administración. Ahora no hay lengua oficial en el Condado de Miami-Dade. Sin embargo, el inglés sigue siendo la única lengua oficial del estado de Florida. 
A partir de 2008, los hispanohablantes nativos representaron el 69,4 % de los habitantes, mientras que el inglés es hablado por el 25,45 %; el criollo haitiano por el 5,20 %; y el francés compuesto por el 0,76 % de la población. Otras lenguas que se hablan en toda la ciudad incluyen el portugués, con el 0,41 %; el alemán, un 0,18 %; el italiano, el 0,16 %, el árabe, con un 0,15 %; el chino, un 0,11 %; y el griego con el 0,08 % de la población. Miami también tiene uno de los mayores porcentajes de la población estadounidense cuyos residentes hablan otro idioma en casa que no sea el inglés (74,54 %).

### Religión
En Miami, en la actualidad hay 500 iglesias diferentes de más de 32 confesiones diferentes. Entre las confesiones más importantes están la bautista y la Iglesia católica.

### Barrios
La ciudad de Miami está dividida en trece barrios distintos que contienen rasgos característicos propios y lugares históricos. El corazón de la ciudad es Downtown Miami y geográficamente está en el lado occidental de la ciudad. Esta zona incluye Brickell, Virginia Key, la Isla Watson y el Puerto de Miami. Downtown está en el distrito central económico de South Florida, y en él están localizados muchos bancos principales, cuarteles generales financieros, atracciones culturales y turísticas, y torres residenciales.
El lado meridional de Miami incluye Coral Way y Coconut Grove. Coral Way es un histórico barrio residencial construido en los años 1920 que comunica el centro con Coral Gables, y que es reconocible por sus calles repletas de árboles y su arquitectura colonial española y art déco. Coconut Grove es un barrio en el que se localizan el Ayuntamiento de Miami en Dinner Key, el teatro Coconut Grove Playhouse, el centro comercial CocoWalk, y multitud de bares, restaurantes, discotecas y tiendas bohemias. Es una vecindad con muchos parques y jardines como Villa Vizcaya, The Kampong, el parque estatal histórico de Barnacle, y allí se encuentran también el Centro de Convención de Coconut Grove, muchos de los colegios privados más prestigiosos del país y numerosas casas y urbanizaciones históricas.
En el lado oeste de la ciudad se encuentra Pequeña Habana, West Flagler y Flagami, además de numerosos barrios tradicionales de inmigrantes. Aunque antiguamente fue una vecindad mayormente judía, hoy en día alberga inmigrantes de América Central y Cuba en especial. En la Pequeña Habana se encuentra el conocido parque del Dominó, donde numerosos residentes cubanos de mediana edad se reúnen para disputar partidas de dominó, y celebra actividades culturales como los viernes Culturales o el desfile Calle Ocho Carnaval. Mientras que el barrio de Allapattah, en el centro de la zona oeste, es un mosaico multicultural de diversas nacionalidades procedentes de América del Sur y Central.
La zona septentrional de Miami incluye Midtown, un distrito con una gran mezcla de diversidad étnica con multitud de caribeños, hispanos, bohemios, artistas y blancos. A este distrito pertenecen los barrios de Edgewater y Wynwood, que cuentan especialmente con altas torres residenciales. Los residentes de alto poder adquisitivo normalmente viven en la parte noroeste, en Midtown, Miami Design District y Upper Eastside. La zona noroccidental de la ciudad destaca por las comunidades de afroamericanos e inmigrantes caribeños, como Pequeña Haití, Overtown y Liberty City.

#### Barrios y áreas cercanas de Miami
- Miami Springs, Brownsville, West Little River, El Portal, Miami Shores, North Miami, North Miami Beach, Aventura
- North Bay Village, Miami Beach cerca al Triángulo de las Bermudas
- Isla Fisher, Cayo Biscayne, Cayo Vizcaíno
- Coral Gables, West Miami, Coral Terrace, South Miami, Pinecrest, Bahía Palmetto
- Coral Gables, West Miami, Coral Terrace, Kendall, Kendale Vergota
- Coral Gables, Westchester, Fountainbleau, El Portal, Doral
- Miami Springs, Miami Lakes, Hialeah, Brownsville, Gladeview, West Little River

## Economía

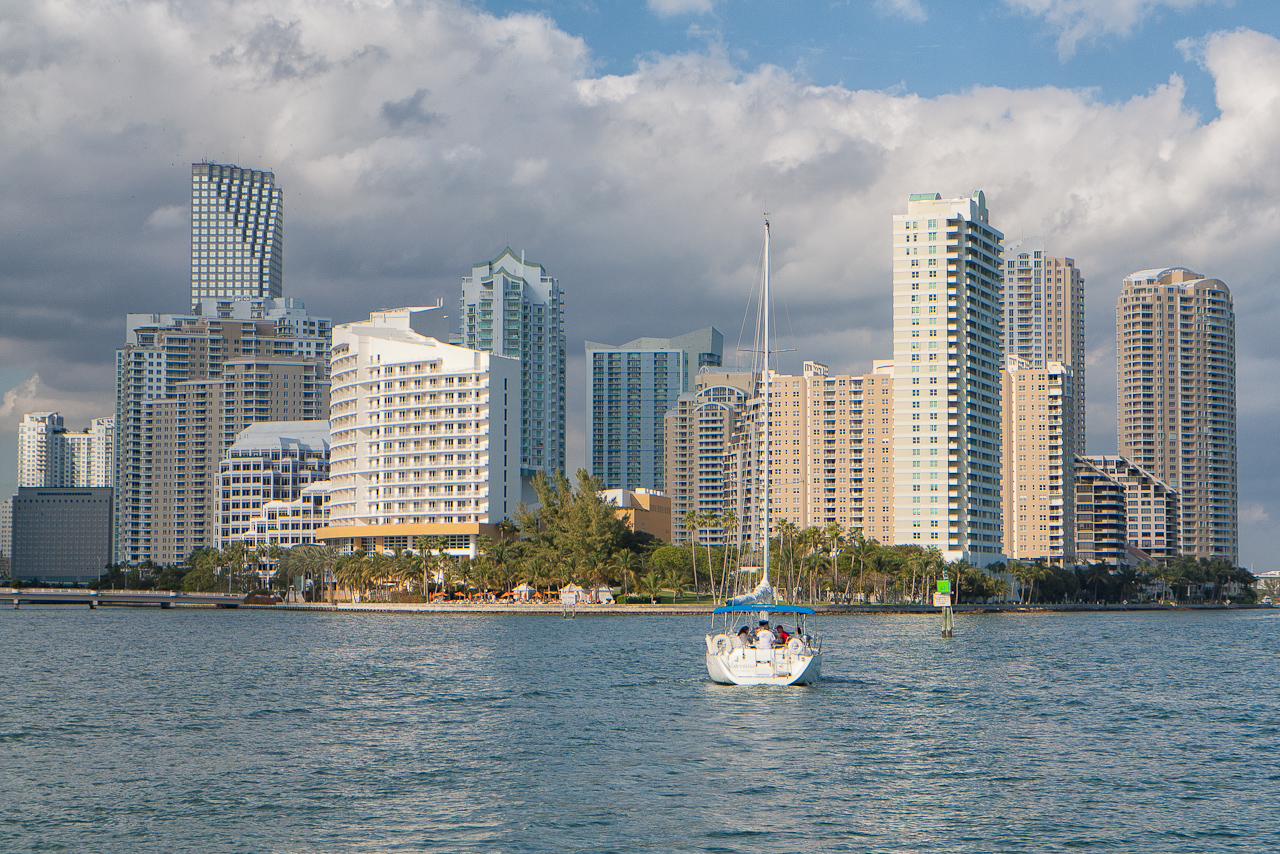
Miami

Miami es uno de los centros financieros más importantes de Estados Unidos. Destaca como centro de comercio, finanzas, sedes de empresas y una fuerte comunidad de negocios internacional. De acuerdo con el tabla clasificatoria de ciudades globales que elabora la Globalization and World Cities Study Group & Network (GaWC) y basado en el nivel de presencia de organizaciones de servicios corporativos globales, Miami es considerada una «Ciudad mundial Gamma».
Y es que Miami goza de una situación geográfica privilegiada, estando en la encrucijada del Caribe, América Central y América del Sur. Es por ello que la ciudad es el epicentro del comercio internacional entre las distintas Américas, y albergó las negociaciones del Área de Libre Comercio de las Américas celebrada en 2003. La Zona Libre de Miami, es la mayor zona comercial privada del mundo, fue fundada en 1977 y tiene en cartera unos 200 clientes internacionales.

La ciudad alberga oficinas centrales y sedes de las empresas multinacionales más importantes del mundo en o alrededor de Miami como: Alienware, Arquitectónica, Arrow Air, Bacardi, Benihana, Brightstar Corporation, Burger King, Celebrity Cruises, Carnival Corporation, Carnival Cruise Lines, CompUSA, Crispin Porter + Bogusky, Espírito Santo Financial Group, Fizber.com, Greenberg Traurig, Interval International, Lennar, Norwegian Cruise Lines, Perry Ellis International, RCTV International, Royal Caribbean International, Saqline Investment Autorithy, SQL holdings international Inc, Ryder Systems, Seabourn Cruise Line, Telefónica USA, TeleFutura, Telemundo, Univision, U.S. Century Bank y World Fuel Services. Por su proximidad a Latinoamérica, Miami sirve como sede de las operaciones latinoamericanas para más de 1400 multinacionales como AIG, American Airlines, Cisco, Disney, Exxon, FedEx, Kraft Foods, Microsoft, Oracle, SBC Communications, Sony y Visa International.

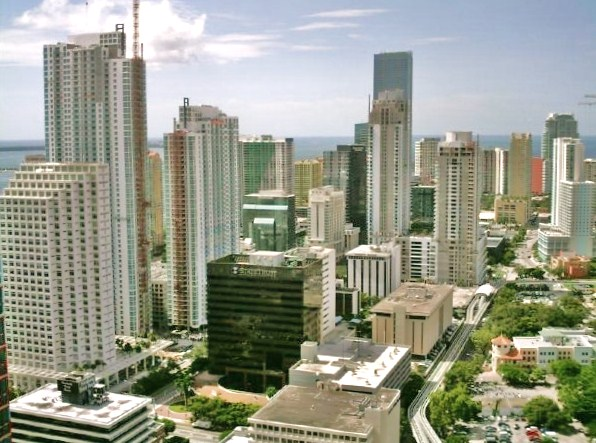
Imagen de la Manhattanización del centro de la ciudad.

Dos de los enclaves económicos fundamentales en el motor económico de Miami son el Aeropuerto Internacional de Miami y el Puerto de Miami. Las aduanas de la ciudad procesan el 40 % de las exportaciones que Estados Unidos realiza a Latinoamérica y Caribe. Los destinos más comunes y principales de estas exportaciones son Brasil, Colombia, Venezuela, República Dominicana y Argentina. Asimismo, el centro de la ciudad tiene la mayor concentración de bancos internacionales del país (más de 100), localizados exactamente en Brickell, el distrito financiero de Miami. Dicho distrito lo conforman seis bloques de edificios destinados a oficinas centrales y sedes corporativas.

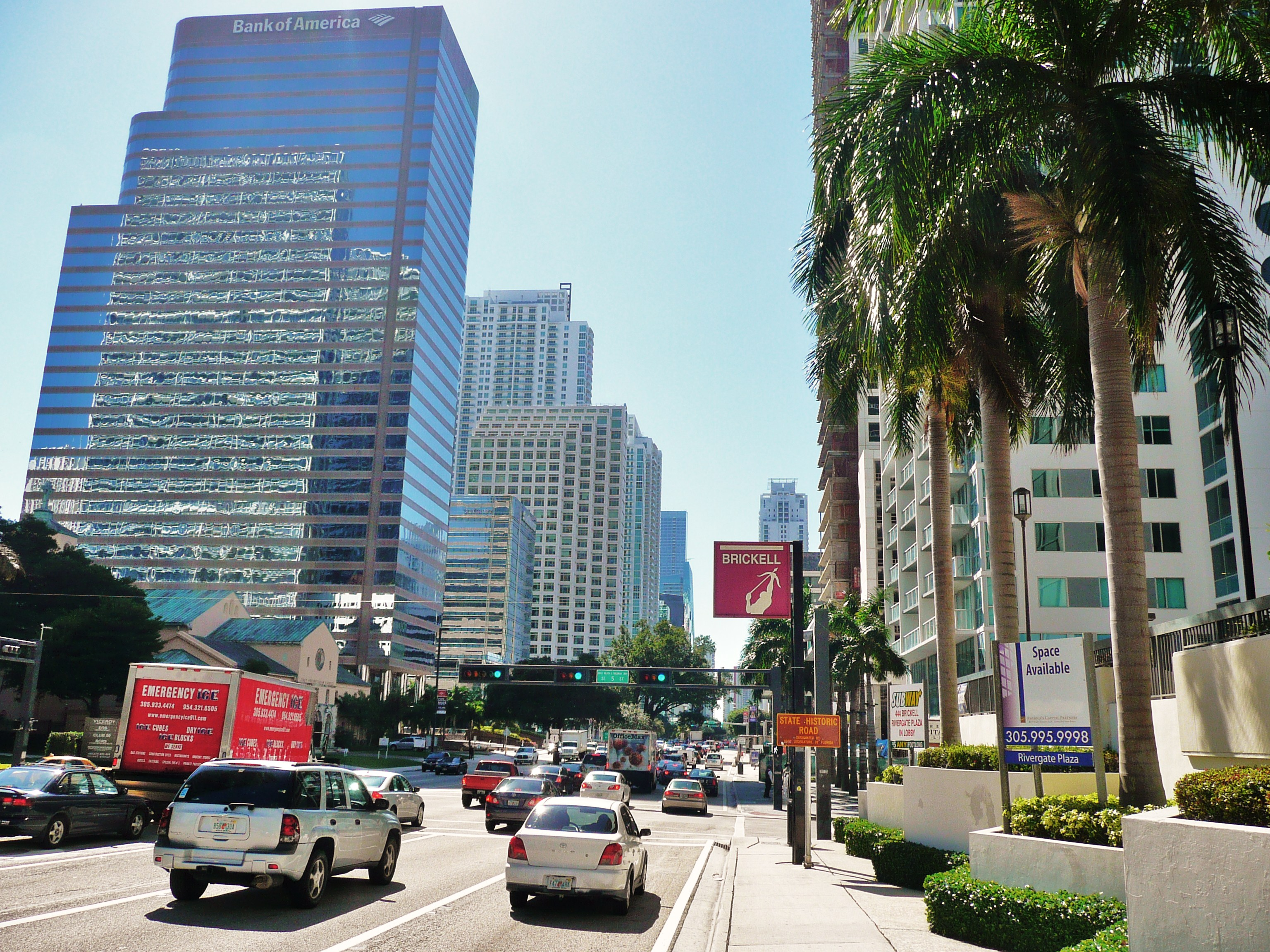
Brickell, el CBD de Miami. En la imagen, a la izquierda, el edificio del Bank of America.

Pese a ello, el turismo es la fuente de ingresos más importante de Miami. Sus playas, hoteles, congresos, festivales y diversos eventos atraen a una media de más de 12 millones de visitantes anualmente, dejando en la ciudad unos 17 000 millones de dólares. En 2003, la ciudad fue visitada por 10,5 millones de turistas, lo que significó unos ingresos de 11 000 millones de dólares. El histórico distrito de art déco en South Beach es uno de los más glamurosos del mundo debido a sus famosas discotecas, playas, edificios históricos y centros comerciales. Es importante señalar que Miami Beach es una ciudad aparte de la de Miami.
En Miami se localiza la sede del Centro Nacional de Huracanes y del Comando Sur de los Estados Unidos, responsable de las operaciones militares en América Central y del Sur. Además de estas funciones, Miami es también un centro industrial, especialmente para la explotación de canteras de piedra y almacenamiento.
De acuerdo con el censo estadounidense, en 2004, Miami tenía el tercer mayor índice de ingresos familiares por debajo de la línea de pobreza federal en Estados Unidos, por lo que es la tercera ciudad más pobre de Estados Unidos, sólo detrás de Detroit (la primera) y El Paso, Texas (segunda). Miami es también una de las pocas ciudades donde el gobierno local se declaró en quiebra, en 2001.
En 2005, el área de Miami fue testigo del mayor auge inmobiliario desde la década de 1920. El Midtown, que tuvo más de un centenar de proyectos de construcción aprobados, es un ejemplo de ello. A partir de 2007, sin embargo, el mercado de la vivienda sufrió un retroceso y más de 23 000 apartamentos se encuentran a la venta o cerrados. Miami es también uno de los lugares menos asequibles para vivir, ocupando el duodécimo puesto entre las ciudades más caras en cuanto a propiedad de la vivienda.
El paro en Miami continuaba erradicándose, pese a que su tasa seguía siendo más alta que la media nacional (5,4 %).

## Gobierno

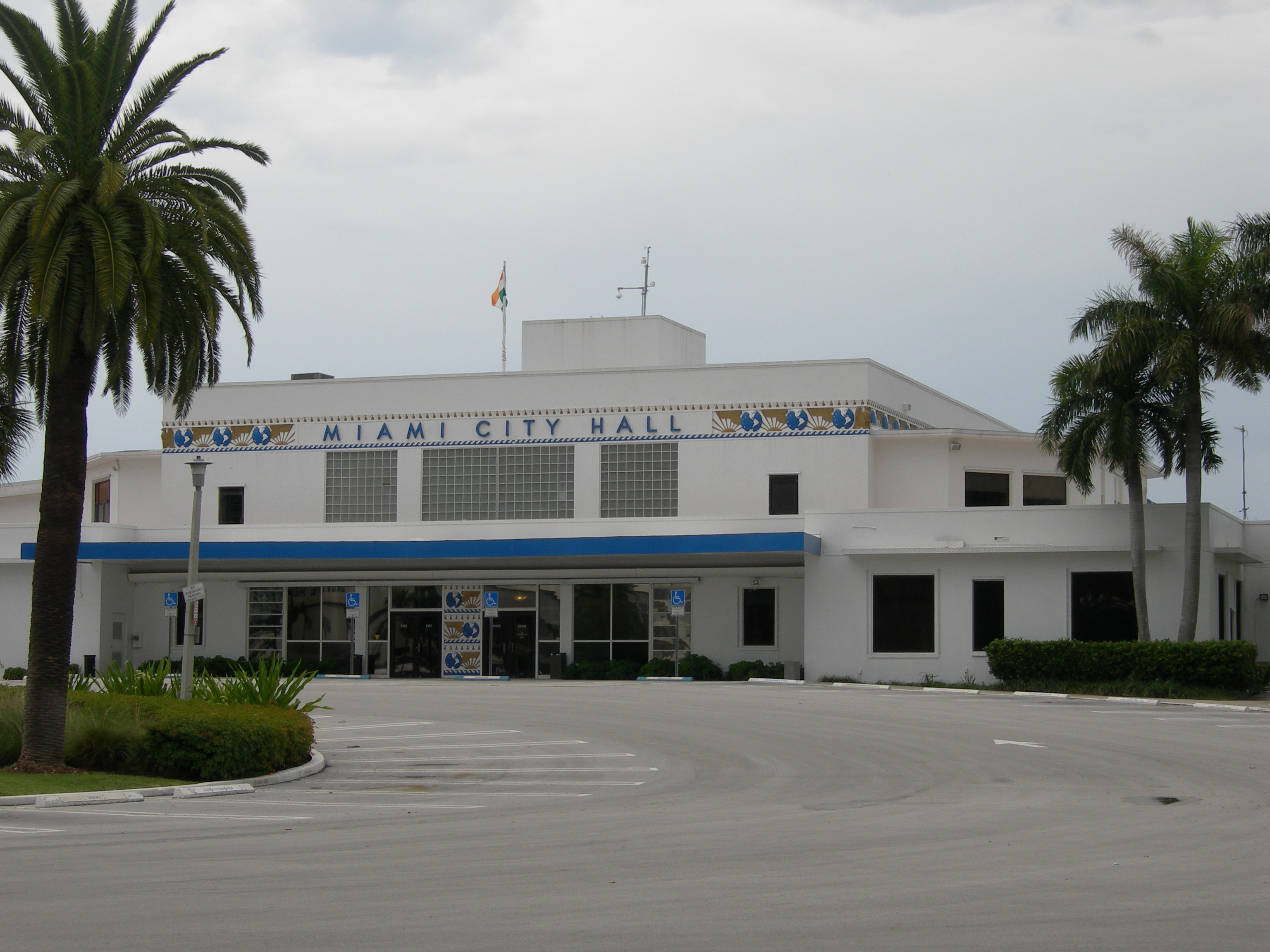
Ayuntamiento de Miami en Dinner Key.

El gobierno de la ciudad de Miami utiliza un sistema de comisionado encabezado por el alcalde de la ciudad. La comisión ciudadana consiste en cinco comisarios y son elegidos de un único miembro por distrito. La comisión de la ciudad constituye el órgano de gobierno con facultades para aprobar ordenanzas, adoptar reglamentos y ejercer todas las competencias atribuidas a la ciudad en la Carta Puebla. El alcalde es elegido por mayoría y designa a un administrador de la ciudad. El alcalde de la ciudad de Miami es Francis X. Suárez y 5 comisarios de la ciudad que supervisan los 5 distritos de Miami. El Ayuntamiento de Miami se encuentra en el barrio de Coconut Grove, en Dinner Key.
El Departamento de Policía de Miami es el departamento de policía de la ciudad.

### Consejo de la ciudad
- Francis Suarez, alcalde de la ciudad de Miami.
- Alex Diaz de la Portilla, comisario de la ciudad de Miami, Distrito 1.
- Ken Russell, comisario de la ciudad de Miami, Distrito 2.
- Joe Carollo, comisario de la ciudad de Miami, Distrito 3.
- Manolo Reyes, comisario de la ciudad de Miami, Distrito 4.
- Keon Hardemon, comisario de la ciudad de Miami, Distrito 5.

## Cultura

### Entretenimientos y artes escénicas

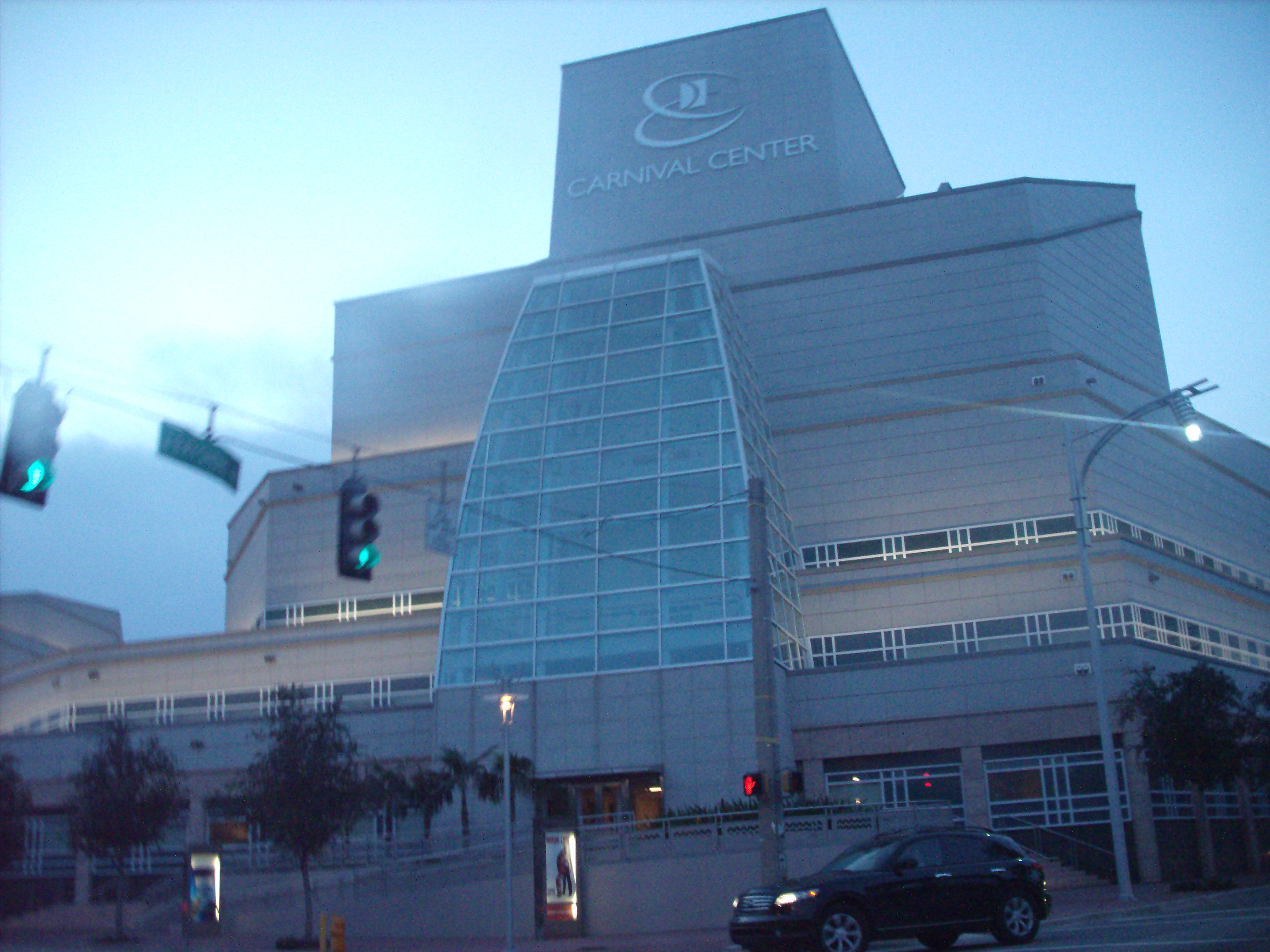
El Knight Concert Hall del Centro de Adrienne Arsht para las Artes Escénicas.

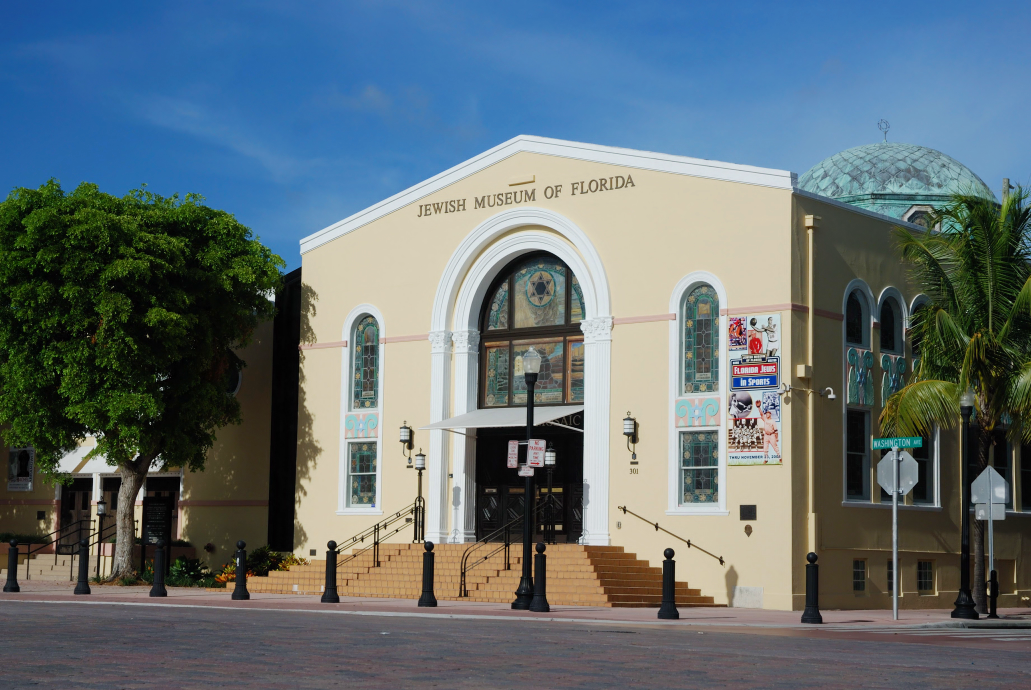
Museo Judío de Miami.

Miami cuenta con importantes atracciones culturales como teatros, museos, parques y centros de artes escénicas. La adición más reciente es el Adrianne Arsht Center of the Performing Arts inaugurado en octubre de 2006 con el nombre de Carnival Center, es el segundo centro de artes más grande en Estados Unidos después del Lincoln Center en Nueva York y es la sede de la Gran Ópera de Florida. Cultura Mundial de Viajes. Por su parte, la Miami City Ballet, la compañía de danza del estado de Florida, suele representar sus obras en el Jackie Gleason Theater, entre otros, El Knight Concert Hall es la segunda sala del Arsht Center con capacidad para 2200 personas, el centro cuenta además con el teatro Carnival Studio y el Peacock Rehearsal Studio. Su superficie total de 53 000 m² atrae espectáculos de gran escala, ballets, conciertos y musicales de todo el mundo, y es el centro de artes escénicas más importante de Florida.
Otros puntos de importancia en cuanto a las artes escénicas son el Centro Cultural Maurice Gusman, el Coconut Grove Playhouse, el Teatro Colony, el Teatro Lincoln de la Orquesta Sinfónica del Nuevo Mundo (New World Symphony) en Miami Beach, el Teatro Miracle, el Teatro Jackie Gleason, el Teatro Manuel Artime, el Teatro Ring, el Centro de las Artes Escénicas Wertheim, el centro de convenciones Fair Expo Center y el Anfiteatro del Bayfront Park para eventos musicales al aire libre. El Teatro en Miami Studio, en la calle 8, es un espacio de teatro independiente que presenta montajes de su propia compañía y los de creadores cubanos en el exilio. En el mes de julio se celebra anualmente el Festival de Teatro hispano de Miami, uno de los más importantes del continente entre los dedicados a teatro hispano. En 2010, se ha celebrado su 25.ª edición.
La ciudad también ha sido una importante sede para el concurso internacional de belleza Miss Universo, pues llevó a cabo varias ediciones desde 1960 hasta 1971 y 1997.
En Miami también se encuentran numerosos museos, la mayoría de ellos en el centro de la ciudad. Entre ellos se incluyen el Museo Bass, el Museo Frost-FIU, el Museo de la Diáspora Cubana, el Museo Histórico del Sur de Florida, el Museo Judío de Florida, el Museo Lowe Art, el Museo de Arte de Miami, el Museo para los niños, el Museo de la Ciencia de Miami, el Museo de Arte Contemporáneo (MoCA), el Museo de Vizcaya y Gardens, el Museo Wolfsonian-FIU y el Centro Cultural de Miami, casa de la Biblioteca Pública de Miami-Dade. Otros populares destinos culturales en la zona son la Isla de la Selva, el Miami MetroZoo, el Miami Seaquarium, así como parques y jardines en la ciudad y alrededores, contabilizándose alrededor de ochenta parques en Miami. Los parques más importantes son el Bayfront Park y el parque Bicentenario. También destacan el Jardín Botánico Tropical de Fairchild, Tropical Park, la Isla Watson, el Morningside Park y la isla Key Biscayne.
Además, Miami es uno de los puntos más importantes en el mercado de la moda, dando lugar a algunas de las principales agencias de modelos del mundo. Miami también es sede de muchos espectáculos y eventos relacionados con el mundo de la moda, incluidos el Miami Fashion Week y el Mercedes-Benz Fashion Week Miami.

### Música popular

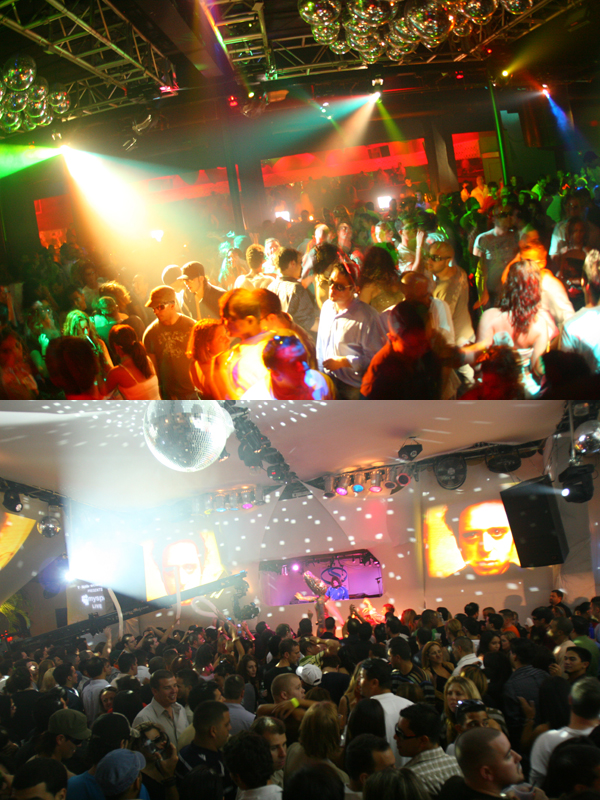
Discotecas en el centro de Miami.

La música popular en Miami es variada. Los cubanos trajeron la salsa, la conga y la rumba de sus tierras natales y de inmediato la popularizaron en la cultura americana. Los de Puerto Rico y Panamá trajeron consigo últimamente un nuevo ritmo musical; El Reguetón. Los dominicanos hicieron lo mismo con la bachata y el merengue, mientras que los colombianos trajeron el vallenato y la cumbia colombiana y los caribeños el reggae, el soca, el kompa, el zouk, el calipso y el steelpan.
A principios de los 70, el sonido disco de Miami cobró vida con TK Records, incluyéndose la música de KC and The Sunshine Band, con éxitos como «Get Down Tonight», «(Shake, Shake, Shake) Shake Your Booty» y «That's the Way (I Like It)», al igual que el grupo latinoamericano de disco Foxy con sus sencillos «Get Off» y «Hot Number». George McCrae y Teri DeSario, ambos nativos de Miami, eran también artistas musicales de éxito durante la era disco de los años 70. Influenciado por Miami, Gloria Estefan y Miami Sound Machine lograron un gran éxito con su sonido cubano en los 80 y se dieron a conocer con temas como «Conga» y «Bad Boys».
Miami también está considerada como uno de los mayores exponentes del freestyle, un estilo de música dance popular en los años 80 y 90 y fuertemente influenciado por la música electro, el hip-hop y el disco. Muchos artistas de freestyle como Pretty Tony, Debbie Deb, Stevie B y Exposé son originarios de Miami. Artistas de indie/folk como Cat Power y Iron & Wine tienen base en la ciudad, mientras que el artista de hip-hop alternativo Sage Francis, el artista de electro Uffie, el dúo de electroclash Avenue D,y Mateo Blanco nacieron en Miami, pero musicalmente están basados en otros lugares. También son de la ciudad la banda de punk Against All autority y las bandas de rock/metal Nonpoint y Marilyn Manson (éstas de Fort Lauderdale). Ana Cristina (en 1985), cantante cubano-estadounidense de pop, y se convirtió en la primera persona hispana en cantar el himno nacional estadounidense en una asunción presidencial.
Miami es también casa de la música electrónica, y acoge anualmente dos de los eventos más importantes del mundo: Winter Music Conference y Ultra Music Festival. Junto con Miami Beach, Miami cuenta con discotecas famosas como Parkwest, Ink, Cameo, Wall, Story, Trade, Club Space, Mansión, Liv y Treehouse, estas últimas 4, son catalogados como de los mejores 100 club's del mundo, según Djmag.com. Los club's de miami son visitados semanalmente por famosos dj's, un mismo fin de semana puedes tener a Tiesto, Calvin Harris, Carl Cox o Armin Van Buuren.
Miami es conocida por ser parte del clubland (destinos vacacionales con variedad de discotecas y bares y una acentuada vida nocturna) junto con Ibiza, Mikonos y Ayia Napa.
En cuanto a la escena del rap y hip-hop, la ciudad cuenta con artistas como DJ Khaled, Rick Ross, Trick Daddy, Ace Hood, Flo Rida y Trina.

### Medios de comunicación

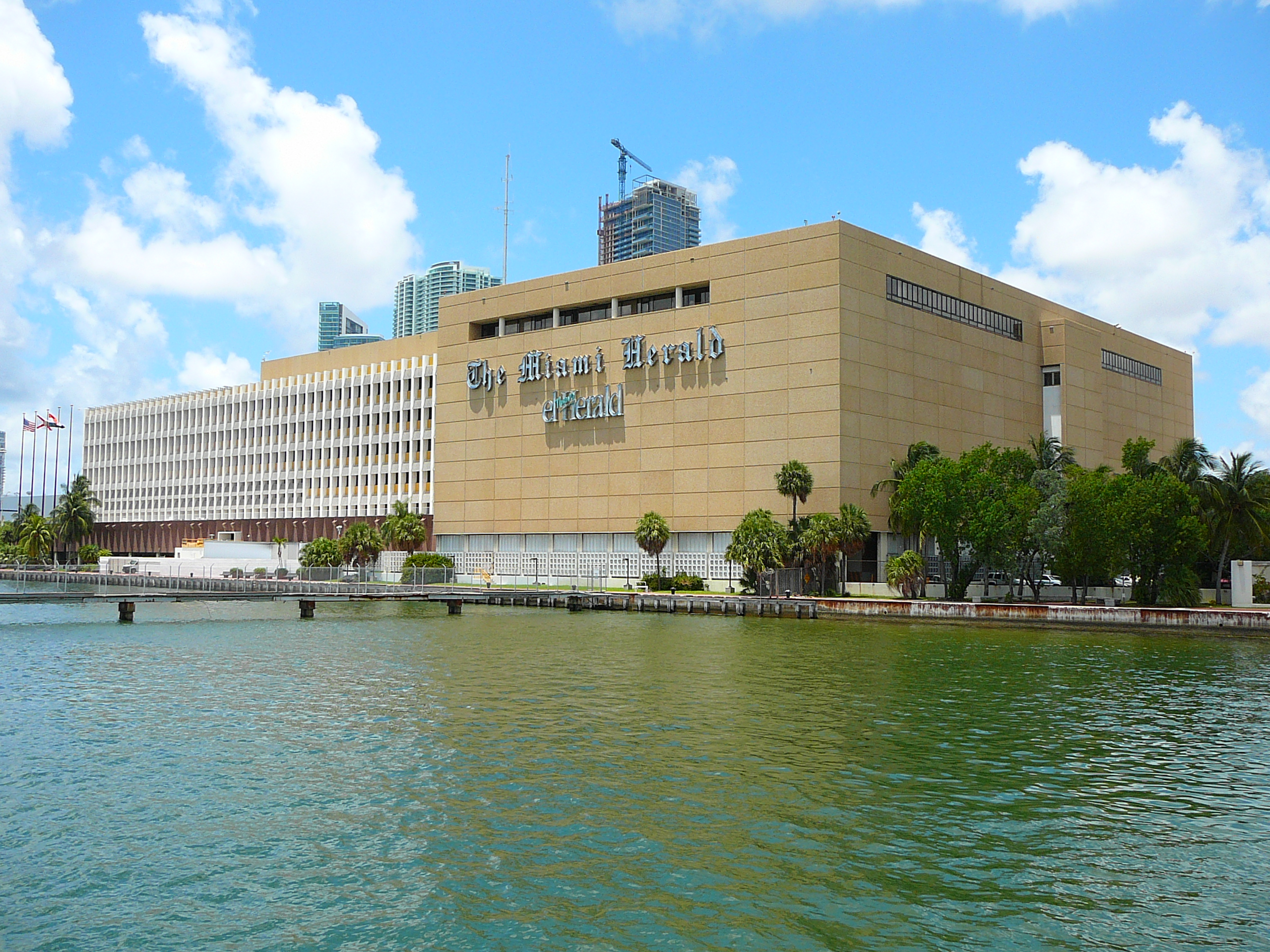
Sede del The Miami Herald.

Son varios los periódicos que se editan en Miami, entre los que destacan The Miami Herald, el principal periódico de lengua inglesa, y El Nuevo Herald, en lengua española. Otros periódicos importantes son Miami Today, Miami New Times, Miami Sun Post, South Florida Business Journal, South Florida Sun-Sentinel, Miami Times y Biscayne Boulevard Times. El Sentinel y Diario Las Americas son dos periódicos adicionales en lengua española. The Miami Herald es el periódico de Miami más importante con más de un millón de lectores y tiene su sede en el centro la ciudad, en Herald Plaza. También existen periódicos de estudiantes de las universidades locales, como The Beacon de la Universidad Internacional de Florida, The Miami Hurricane de la Universidad de Miami, The Metropolis del colegio Miami-Dade, y The Buccaneer de la Universidad de Barry. Muchas vecindades y áreas adyacentes también poseen sus propios periódicos locales como Coral Gables Tribune, Biscayne Bay Tribune y Palmetto Bay News. Asimismo, también se distribuyen revistas a través de toda la zona de Miami, entre las que destacan Miami Monthly, Ocean Drive y South Florida Business Leader.
Miami es también la oficina central y la ciudad de producción principal de muchas de las principales cadenas televisivas mundiales, como Telemundo, TeleFutura, Mega TV, Univision, Venevisión International y Sunbeam Television.
Miami es el duodécimo mercado de radio más grande de Estados Unidos y el decimoséptimo mercado de televisión. Entre los canales televisivos más destacados de Miami se incluyen: WAMI (TeleFutura), WBFS (MyNetwork TV), WSFL (The CW Network), WFOR (CBS), WHFT (TBN), WLTV (Univision), WPLG (ABC), WPXM (ION Television), WSCV (Telemundo), WSVN (FOX), WTVJ (NBC), WPBT (PBS) y WLRN (también PBS).

## Deportes

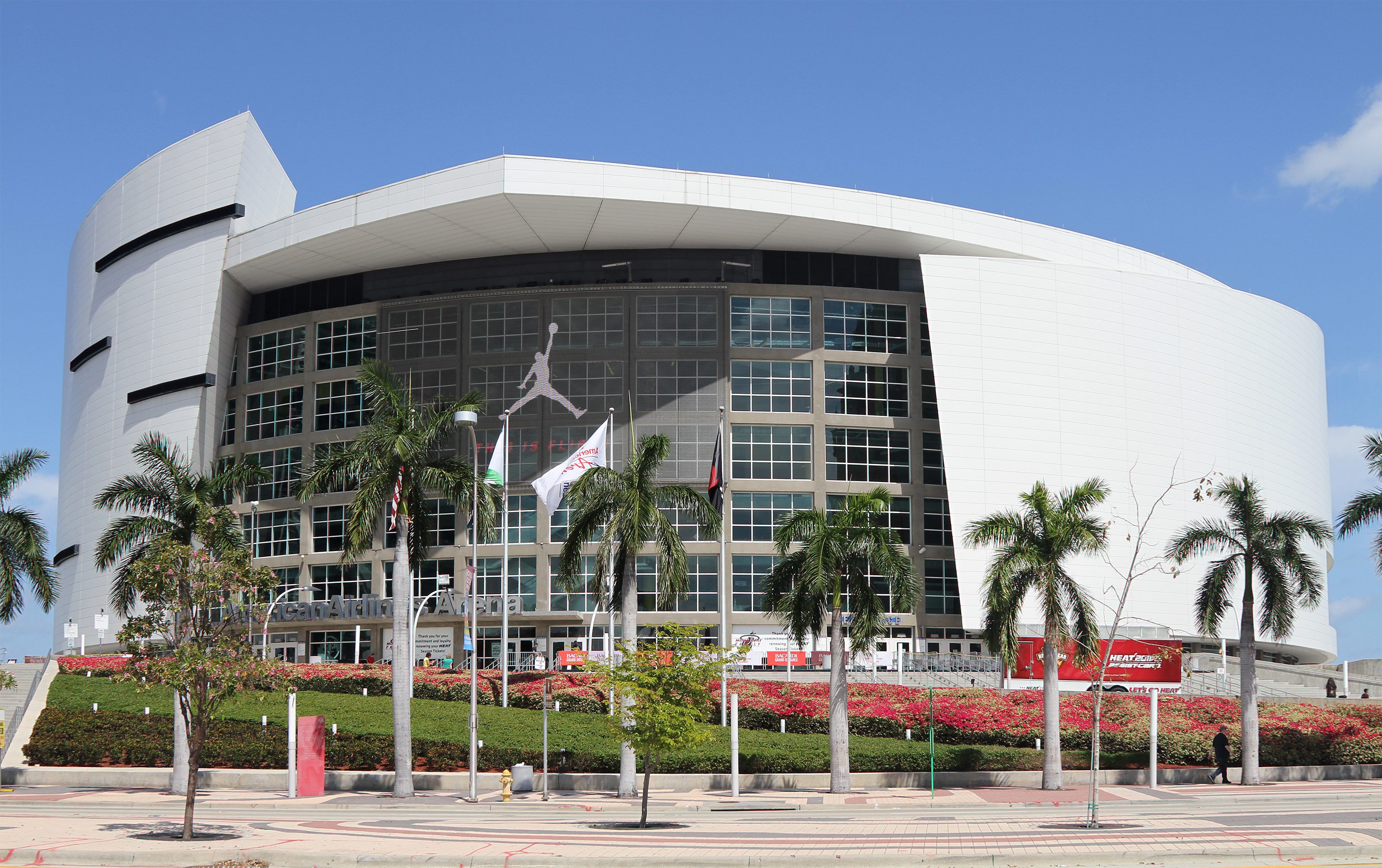
American Airlines Arena.

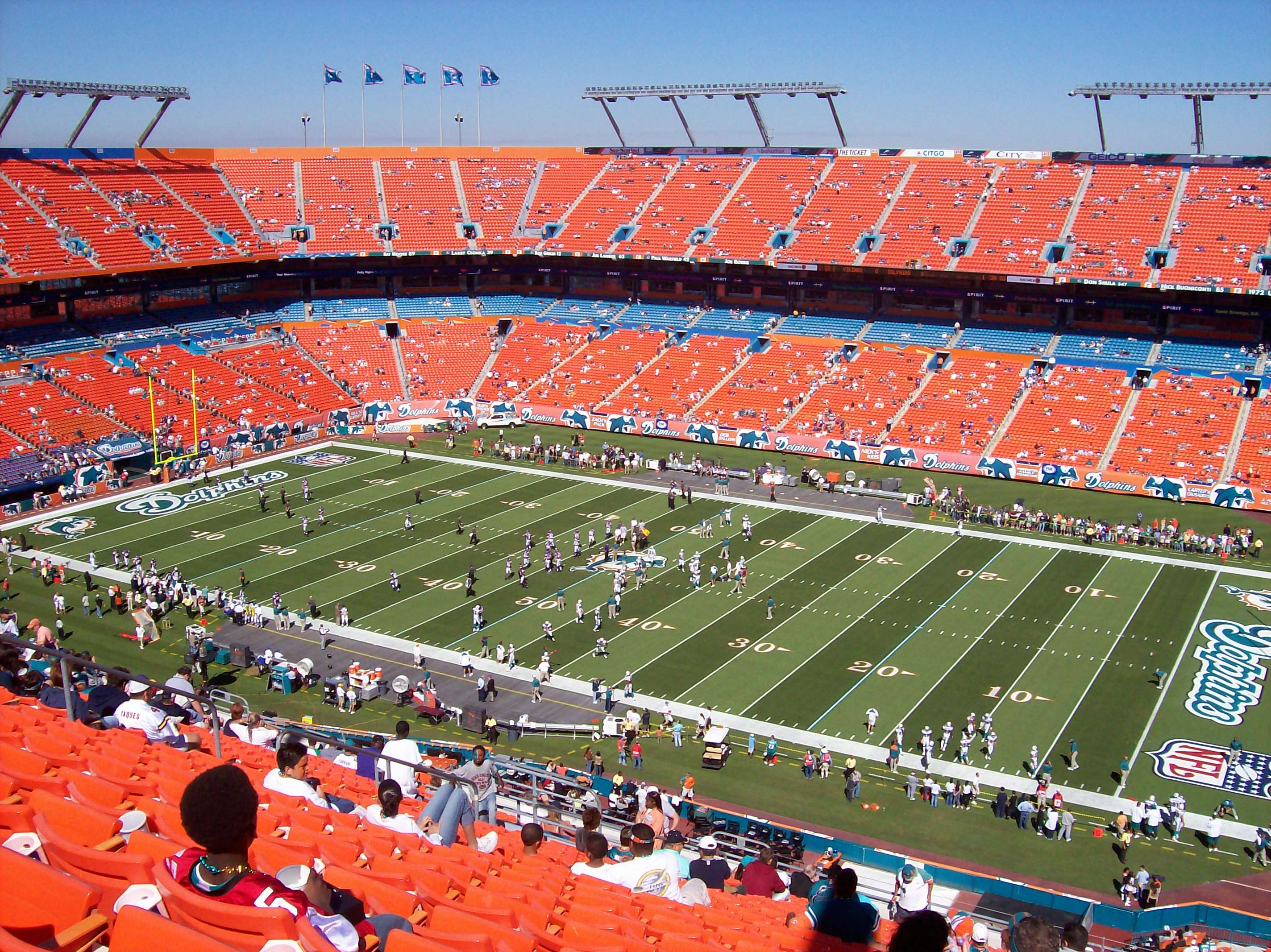
Dolphin Stadium.

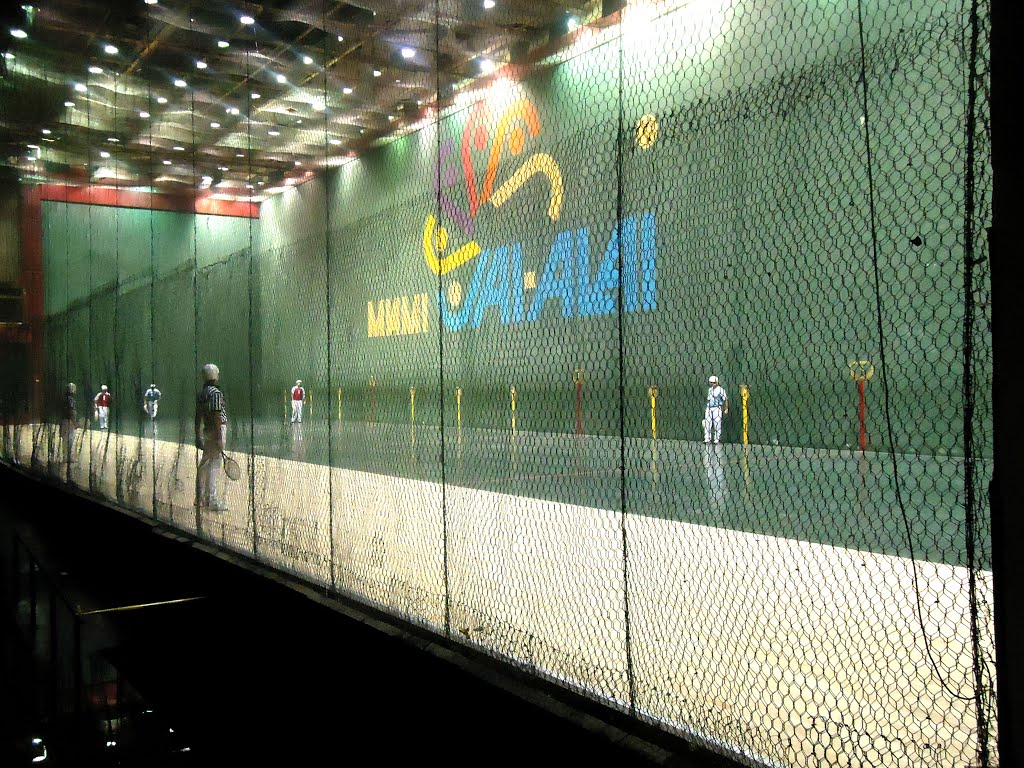
Miami Jai Alai fronton, construido en 1926 y conocido como «The Yankee Stadium of Jai Alai».

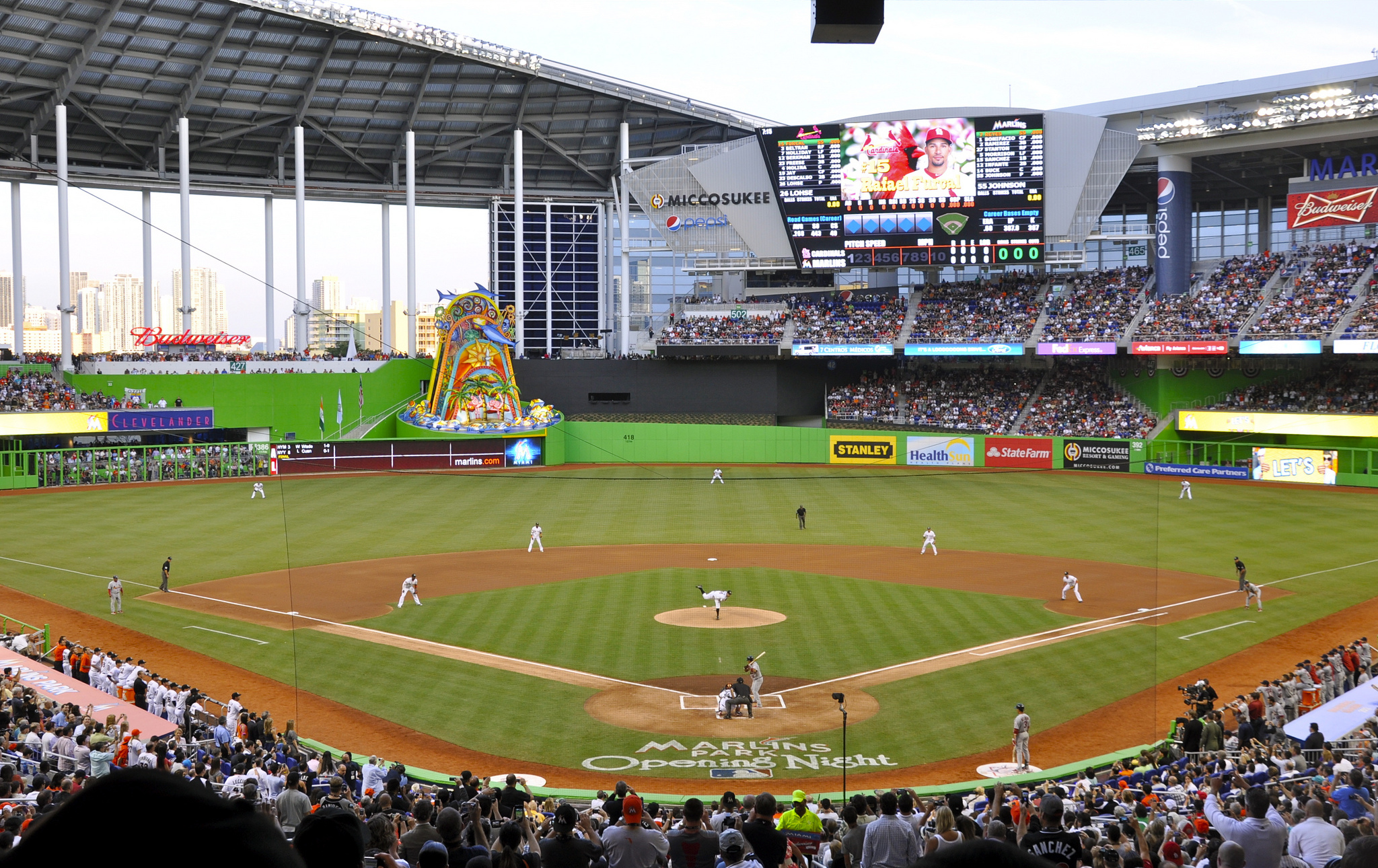
LoanDepot Park.

Miami cuenta con cinco equipos de las grandes ligas norteamericanas: Miami Dolphins de la NFL, Miami Heat de la NBA, Miami Marlins de la MLB, Florida Panthers de la NHL y el Inter Miami CF de la MLS.  Además, en Miami existen otros equipos y eventos deportivos como el club de fútbol Miami FC que compite en la USL, los Miami Sharks de la MLR, el Masters de Miami de tenis, numerosas carreras de galgos, puertos deportivos, campos de golf y jai alai o cesta-punta, deporte de gran tradición en Florida desde comienzos de siglo XX.
Miami Heat es el único equipo de una de las grandes ligas deportivas que juega dentro de los límites de la ciudad, en el American Airlines Arena. Los Heat ganaron el campeonato de la NBA en 2006 por 4-2 ante Dallas Mavericks. Miami Dolphins juegan sus partidos en el Hard Rock Stadium y los Miami Marlins juegan sus partidos en el LoanDepot Park.
El Orange Bowl, uno de los tazones de fútbol americano universitario más prestigiosos, se disputa en el Dolphin Stadium. Miami también ha sido sede de la Super Bowl en nueve ocasiones, cuatro de ellas en el Dolphin Stadium y cinco en el Miami Orange Bowl, empatando con Nueva Orleans como ciudad que más veces ha acogido la final.
El Miami FC, es un equipo profesional de fútbol de Florida, participa en la D2 Pro League desde 2010, y juega sus encuentros en el Lockhart Stadium. El equipo fichó al brasileño Romário, que brilló en el F. C. Barcelona en la década de 1990, en marzo de 2006 por un año. Florida Panthers, equipo de hockey sobre hielo de la NHL, disputa sus partidos en el BB&T Center situado en la ciudad de Sunrise, en el condado de Broward.
El Inter Miami CF es el segundo club de fútbol profesional con sede en Miami, Florida. Fue fundado en enero de 2018 y compite en la Conferencia Este de la Major League Soccer desde la temporada 2020.
En Miami también existen varios equipos universitarios de reconocido prestigio. Los Golden Panthers de la Universidad Internacional de Florida, cuyo equipo de fútbol americano juega en el Estadio Riccardo Silva, y los Hurricanes de la Universidad de Miami son los más importantes.
Un gran número de equipos ya desaparecidos localizados en Miami incluyen los Miami Floridians (ABA), Miami Matadors (ECHL, hockey), Miami Manatees (WHA2, hockey), Miami Gatos (NASL, fútbol), Miami Screaming Eagles (WHA, hockey), Miami Seahawks (AAFC, fútbol americano), Miami Sol (WNBA, baloncesto femenino), Miami Toros (NASL, fútbol), Miami Tropics (SFL, fútbol americano), Miami Fusion (MLS, fútbol) y Miami Hooters (Arena Football League).
Homestead es un óvalo que se usó en la antigua CART y actualmente en la IndyCar Series. También existe un Gran Premio de Miami, una carrera de Fórmula 1 que se disputa en un circuito callejero dentro de la ciudad.
| Equipo           | Deporte            | Liga             | Estadio                | Campeonatos ligueros |
| ---------------- | ------------------ | ---------------- | ---------------------- | --- |
| Miami Dolphins   | Fútbol americano   | NFL              | Hard Rock Stadium      | Super Bowl (2) - VII 1972 - ante Washington Redskins, 14-7 - VIII 1973 - ante Minnesota Vikings, 24-7                                                        |
| Florida Panthers | Hockey sobre hielo | NHL              | Amerant Bank Arena     | Ninguno |
| Miami Heat       | Baloncesto         | NBA              | Kaseya Center          | Finales de la NBA (3) - 2006 - ante Dallas Mavericks, series 4-2 - 2012 - ante Oklahoma City Thunder, series 4-1 - 2013 - ante San Antonio Spurs, series 4-3 |
| Miami Marlins    | Béisbol            | MLB              | LoanDepot Park         | Series Mundiales (2) - 1997 - ante Cleveland Indians, series 4-3 - 2003 - ante New York Yankees, series 4-2                                                  |
| Inter Miami CF   | Fútbol             | MLS              | DRV PNK Stadium        | Ninguno |
| Miami Sharks     | Rugby              | MLR              | DRV PNK Stadium        | Ninguno |
| Miami FC         | Fútbol             | USL Championship | Estadio Riccardo Silva | Ninguno |

| Universidad                          | Alias           | Fútbol americano                                       | Estadio           | Baloncesto                                       | Pabellón               | Conferencia               |
| ------------------------------------ | --------------- | ------------------------------------------------------ | ----------------- | ------------------------------------------------ | ---------------------- | ------------------------- |
| Universidad Internacional de Florida | Golden Panthers | Florida International Golden Panthers fútbol americano | FIU Stadium       | Florida International Golden Panthers baloncesto | FIU Arena              | Sun Belt Conference       |
| Universidad de Miami                 | Hurricanes      | Miami Hurricanes fútbol americano                      | Hard Rock Stadium | Miami Hurricanes baloncesto                      | BankUnited Center      | Atlantic Coast Conference |
| Universidad de Barry                 | Buccaneers      | -                                                      | -                 | Barry baloncesto                                 | Health & Sports Center | Sunshine State Conference |
| Universidad Nova Southeastern        | Sharks          | -                                                      | -                 | NSU baloncesto                                   | University Center      | Sunshine State Conference |

## Educación

### Escuelas públicas
Escuelas Públicas del Condado de Miami-Dade gestiona escuelas públicas.

### Escuelas privadas
Miami cuenta con varias prestigiosas escuelas privadas de tipo católico, judío y no confesionales. La arquidiócesis de Miami opera en la ciudad con las siguientes escuelas privadas católicas: academia de Nuestra Señora de Lourdes, escuela Católica St Hugh, Escuela Santa Teresa, colegio La Salle, colegio Monseñor Edward Pace, Carrollton Escuela del Sagrado Corazón, Christopher Columbus High School, el Arzobispo Curley-Notre Dame High School o St Brendan High School, entre otras muchas escuelas primarias y secundarias. Algunas de los más conocidas escuelas privadas no confesionales en Miami son Ransom Everglades, Gulliver Preparatory School, Miami Country Day School, que son tradicionalmente conocidas como algunas de las mejores escuelas del país. Otras escuelas en las zonas periféricas incluyen Belen Jesuit Preparatory School, escuela sólo masculina de afiliación jesuita, y Samuel Scheck Hillel Community Day School, de tipo judío.

### Universidades
En Miami y sus alrededores podemos encontrar muchas instituciones de educación superior, como las que se señalan a continuación:
- Miami Dade College
- Universidad Barry
- Universidad Carlos Albizu
- Universidad de Miami
- Universidad Internacional de Arte & Diseño de Miami
- Universidad Internacional de Florida
- Universidad Johnson y Wales
- Universidad Keiser
- Universidad Memorial de Florida
- Universidad Nova Southeastern
- Universidad Santo Tomás
- Universidad Talmudic

### Bibliotecas
Sistema de Bibliotecas Públicas de Miami-Dade opera bibliotecas públicas en Miami.

## Transporte

### Aéreo

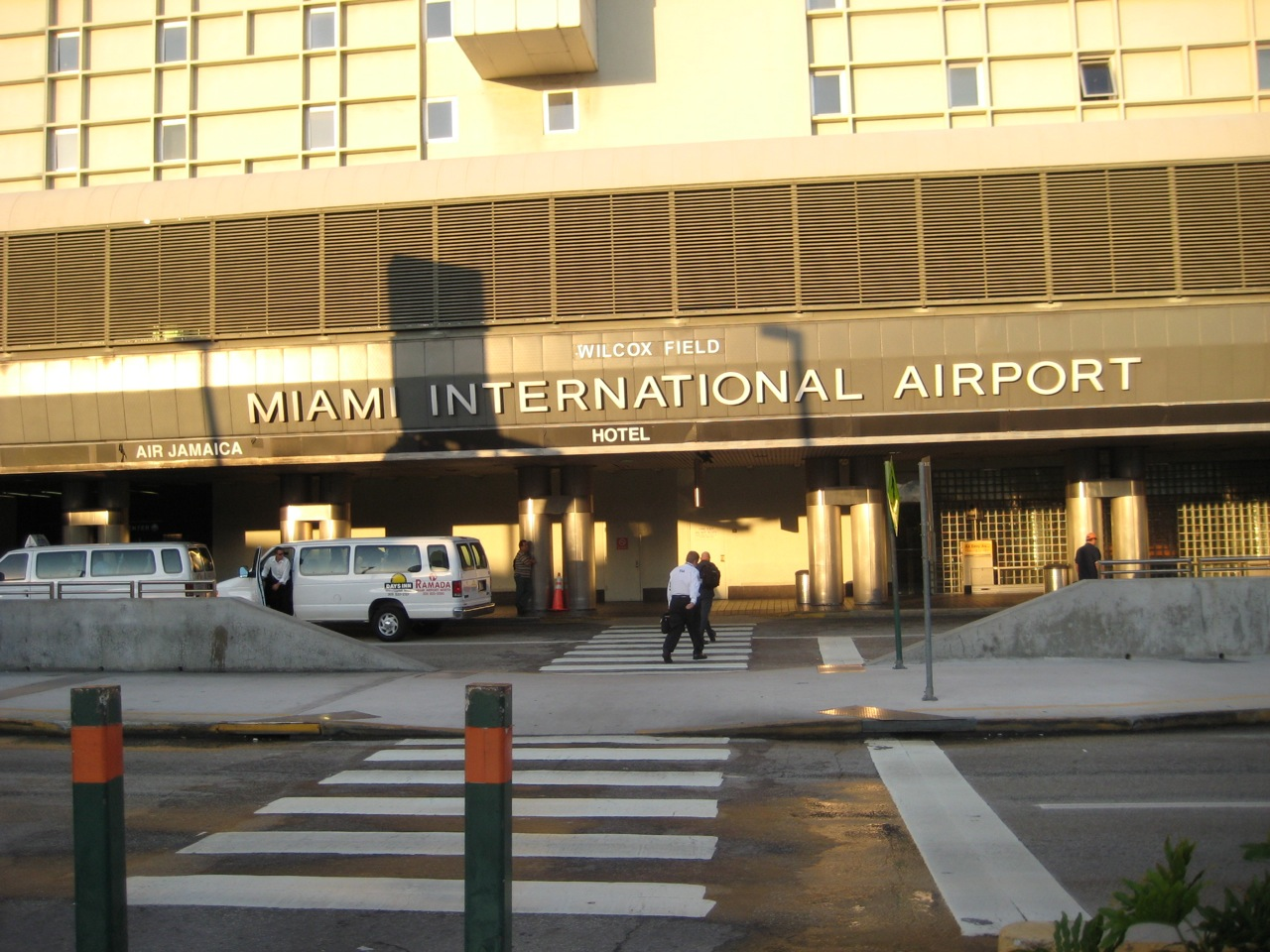
Aeropuerto Internacional de Miami.

El Aeropuerto Internacional de Miami, situado a 11 kilómetros al noroeste de la ciudad en un área no incorporada del condado, sirve a la ciudad y a su área como aeropuerto principal. Es uno de los aeropuertos más ocupados del mundo, ya que por sus instalaciones pasan entre 30 y 34 millones de pasajeros al año, siendo el tercero más importante de los Estados Unidos solo por detrás del Aeropuerto Internacional John F. Kennedy de Nueva York y el Aeropuerto Internacional de Los Ángeles. Es, además, centro de conexiones de la American Airlines, y es que el aeropuerto cuenta con más de cien líneas aéreas que dan servicio a 150 ciudades de todo el mundo. Entre el catálogo de rutas se incluyen vuelos directos a Norteamérica, Sudamérica, Europa, Asia y Oriente Medio.
Otros aeropuertos cercanos son el Aeropuerto Internacional Fort Lauderdale-Hollywood, el Aeropuerto Opa-Locka de la ciudad de Opa-Locka y el Aeropuerto Ejecutivo de Kendall-Tamiami, situado a 21 kilómetros del centro de la ciudad, sirven como aviación general al área de Miami.

### Marítimo

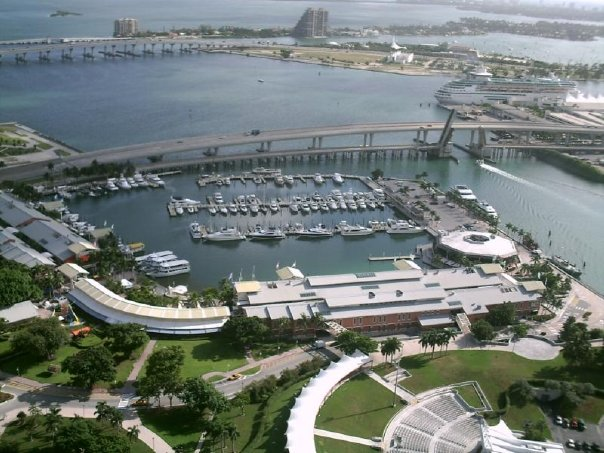
Imagen de una parte del Puerto de Miami.

Miami posee uno de los puertos más grandes de Estados Unidos: el Puerto de Miami (conocido oficialmente como Dante B. Fascell Port of Miami); la autoridad encargada de gestionarlo es Miami-Dade County Seaport Department. Además, es uno de los puertos de cruceros más importantes del mundo. Debido a ello es conocido como «Capital de Cruceros del Mundo», ya que tres millones de pasajeros lo utilizan anualmente. En 2007, 3.787.410 pasajeros pasaron por sus instalaciones. A su vez, el puerto es uno de los más importantes del sector del transporte de carga, importando 7,8 toneladas durante el año 2007. Solo es superado en este ámbito por el Puerto del sur de Luisiana en Nueva Orleans en términos del tonelaje de carga importado/exportado desde América Latina.
El puerto tiene una superficie de 2 km² y posee siete terminales de pasajeros. China es el puerto principal de importación de Miami y Honduras el de exportación. Cuenta también con numerosas sedes de líneas de cruceros entre las que se encuentran Carnival Cruise Lines, Celebrity Cruises, Costa Cruceros, Crystal Cruises, Norwegian Cruise Line, Oceanía Cruises, Royal Caribbean International y Windjammer Barefoot Cruises.

### Transporte público

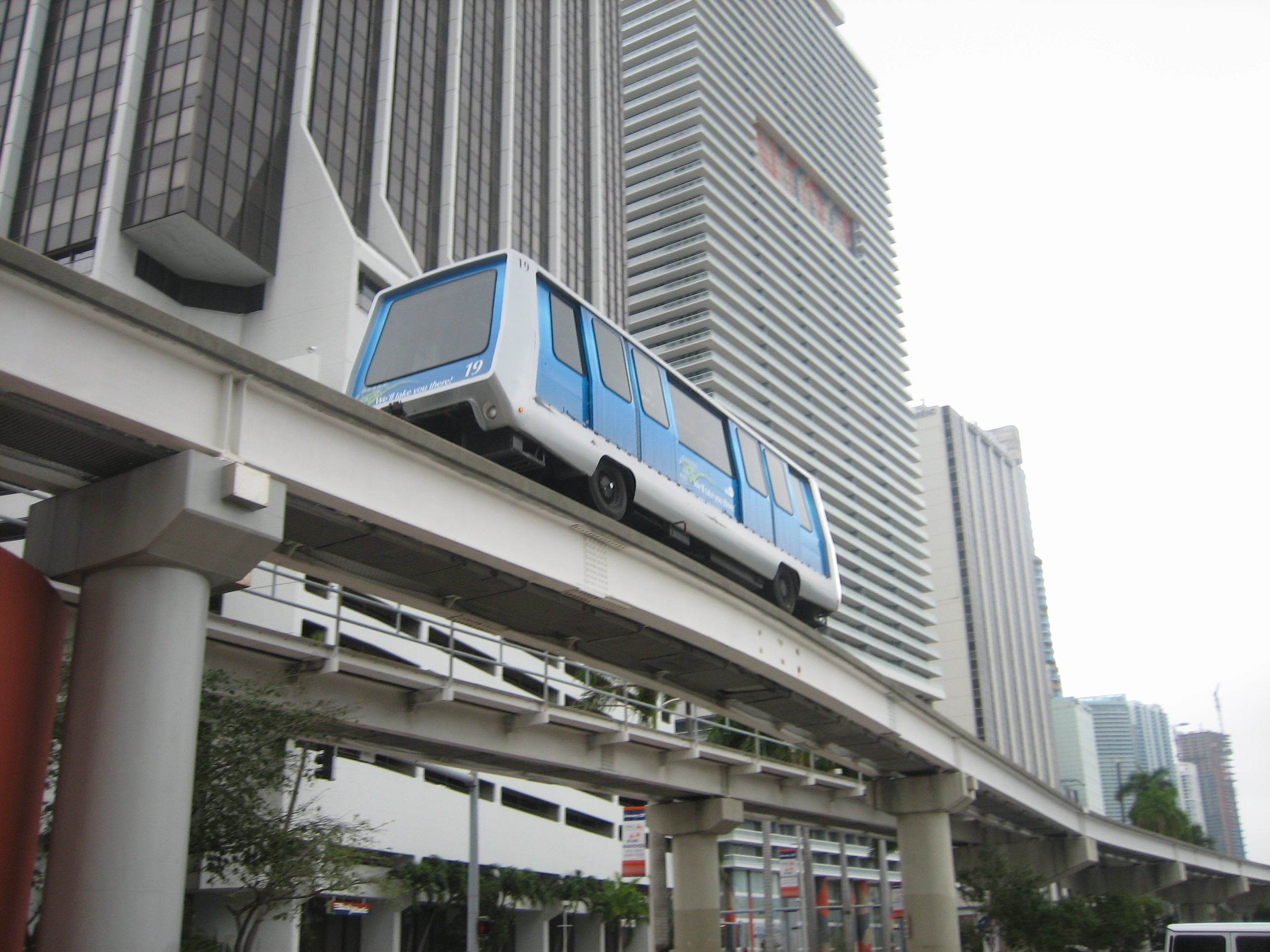
Metromover de Miami.

El transporte público de Miami es operado por el Departamento de Transporte Público de Miami-Dade y la Autoridad de Transporte Regional del Sur de la Florida (SFRTA), e incluye tren de cercanías (Tri-Rail), sistema elevado de tránsito rápido (Metrorail), un monorraíl elevado (Metromover) y una red de autobuses. Miami tiene el mayor índice de tránsito de Florida, ya que el 12 % de la población de Miami usa a diario el transporte público.
El Metro de Miami es el sistema elevado de tránsito rápido de la ciudad de Miami. Consta de 22 estaciones, con una milla de distancia entre cada una de ellas; el trayecto completo se realiza en poco más de 40 minutos. Es el transporte de este tipo más largo de América con 34 kilómetros, y conecta Kendall con Hialeah, pasando por South Miami, Coral Gables y el centro de Miami. El Metromover, por su parte, es un servicio gratuito de monorraíl elevado, sin conductor y automático. Se mueve por el centro de Miami a lo largo de sus 22 estaciones en tres líneas diferentes.
El Tri-Rail es el tren de cercanías (commuter rail, en inglés) es operado por la SFRTA y discurre desde el Aeropuerto Internacional de Miami hacia el norte hasta West Palm Beach, realizando dieciocho paradas. El Metrobús es la red de autobuses del condado de Miami-Dade y da servicio a la población los 365 días del año. Consta de más de cien rutas y una flota de 900 buses.
El intercambiador Miami Intermodal Center y la Estación Central de Miami aúnan los servicios de Metrorail, Amtrak, Tri-Rail, Metrobús, taxis y alquiler de coches en el aeropuerto.

### Carreteras

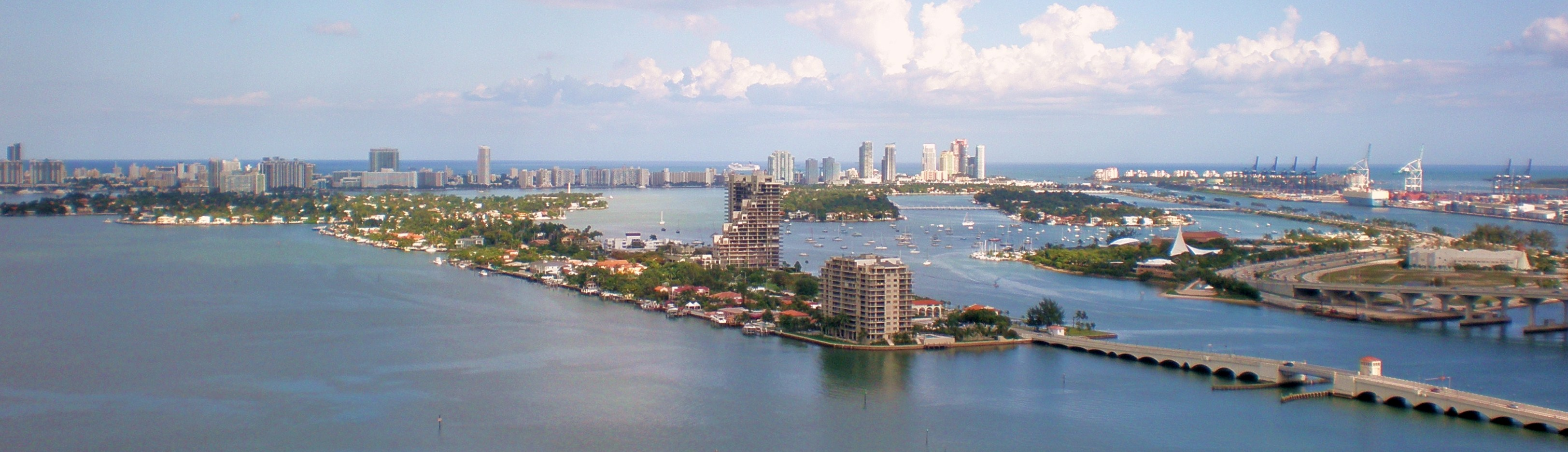
La calzada de Venetian (izq) y la calzada de MacArthur (der) conecta al Centro con South Beach y Miami Beach.

Miami está en el término sureño de los servicios de la costa Atlántica del Amtrak, con su estación final situada en el suburbio de Hialeah.
El condado de Miami-Dade está conectado por cuatro autopistas interestatales (I-75, I-95, I-195, I-395) y varias autopistas federales como la U.S. Route 1, U.S. Route 27, U.S. Route 41 y la U.S. Route 441. La I-95 conecta Miami con Palm Beach y Fort Lauderdale, discurriendo de norte a sur. La Florida Turnpike es la autopista de peaje que va desde el sur, en Orlando, hasta el Golden Glades Interchange, al norte de la ciudad, pasando por el centro de Florida. A continuación se muestra el resumen de las carreteras estatales de Florida que atraviesan el condado:
- SR 112 (Airport Expressway) desde Miami Beach hacia el Aeropuerto Internacional de Miami
- SR 821 (La HEFT o Homestead Extension of Florida's Turnpike: SR 91/Miami Gardens a U.S. Route 1/Florida City)

| Calzadas de Miami     | Calzadas de Miami               | Calzadas de Miami |
| Nombre                | Extremo                         | Construido        |
| --------------------- | ------------------------------- | ----------------- |
| Rickenbacker Causeway | Brickell y Cayo Vizcaíno        | 1947              |
| Venetian Causeway     | Centro y South Beach            | 1912-1925         |
| MacArthur Causeway    | Centro y South Beach            | 1920              |
| Julia Tuttle Causeway | Wynwood/Edgewater y Miami Beach | 1959              |
| 79th Street Causeway  | Upper East Side y North Beach   | 1929              |
| Broad Causeway        | North Miami y Bal Harbour       | 1951              |

- SR 826 (Palmetto Expressway) Golden Glades Interchange a la U.S. Route 1/Pinecrest
- SR 836 (Dolphin Expressway) centro de Miami a Turnpike vía MIA
- SR 874 (Don Shula Expressway) 826/Bird Road a Homestead Extension of Florida's Turnpike/Kendall
- SR 878 (Snapper Creek Expressway): SR 874/Kendall a la U.S. Route 1/Pinecrest & South Miami
- SR 924 (Gratigny Parkway) Miami Lakes a Opa-locka

Miami tiene seis importantes calzada elevadas que atraviesan Cayo Hueso conectando la parte occidental del cayo, y la barrera oriental de las islas a lo largo del océano Atlántico. El Rickenbacker Causeway es la calzada más meridional y conecta Brickell con Cayo Virginia y Cayo Biscayne. El Venetian Causeway y el MacArthur Causeway conectan el Centro de Miami con South Beach. Mientras que Julia Tuttle Causeway se conecta con Midtown y Miami Beach. El 79th Street Causeway se conecta en Upper East Side y North Beach. La calzada más septentrional es la de Broad, es además la calzada más pequeña de Miami, y conecta North Miami con Bal Harbour.
Algunas de las distancias a las ciudades más importantes desde Miami son: una hora a Fort Lauderdale, dos horas hasta Palm Beach, tres horas y media a Cayo Hueso y tres horas a Orlando. Según una encuesta, la ciudad tiene los conductores más groseros del país, y al mismo tiempo fue calificada como la ciudad estadounidense más peligrosa para peatones.

## En la cultura popular

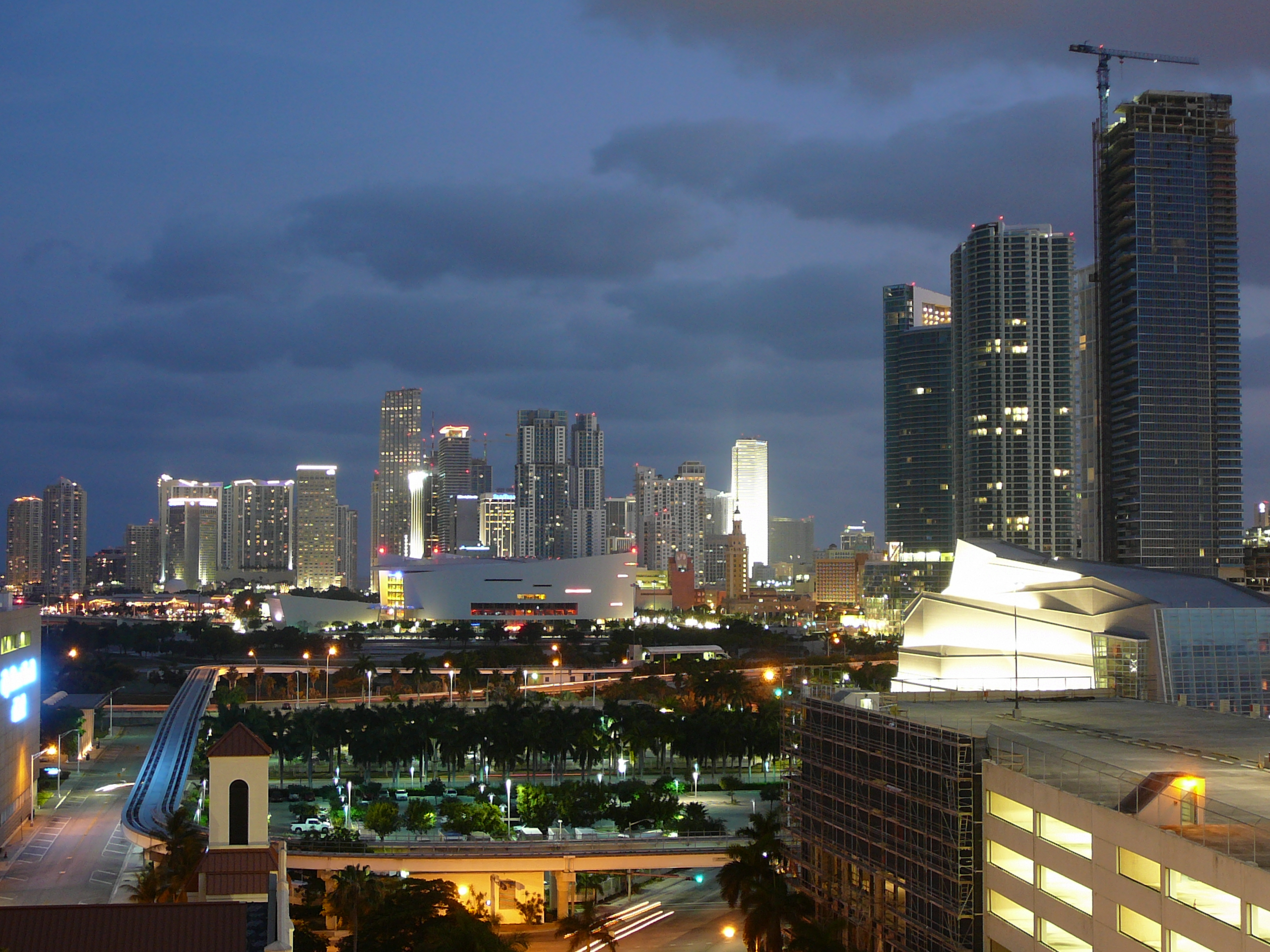
Vista del Panorama urbano de Miami.

Muchos programas y series de televisión han sido grabados en Miami o han utilizado la ciudad como escenario. Entre ellos destacan Nip/Tuck, serie ganadora de un premio Emmy, CSI: Miami y Dexter. El Show de Jackie Gleason fue rodado en Miami Beach desde 1964 hasta 1970, mientras que el sitcom Good Morning, Miami estaba basado de manera ficticia en los funcionamientos de una cadena de televisión de Miami. Las populares series Las Chicas de Oro y Empty Nest estaban ambientadas en Miami, aunque realmente se filmaran en Los Ángeles. Miami Vice, famosa serie de los años 1980, también estaba basada en el área de Miami. Una reciente serie televisiva emitida por USA Network, Burn Notice, estaba rodada y tiene sus estudios en la ciudad. Manteniendo su tradición musical, Miami recientemente ha albergado los MTV Video Music Awards en 2004 y 2005.

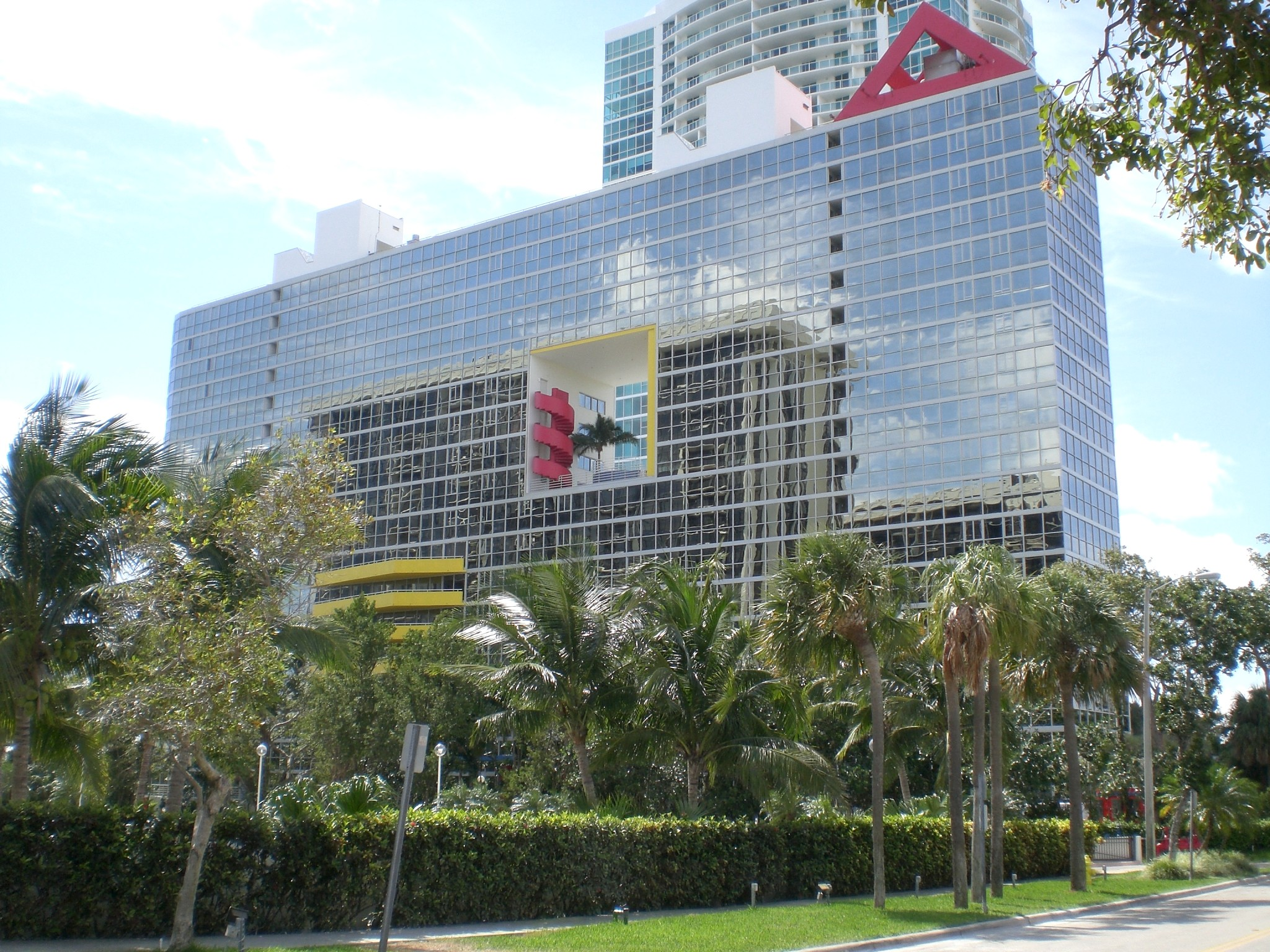
El edificio de apartamentos de lujo Atlantis Condominium, que aparece en los créditos de apertura de la serie Miami Vice.

A principios del siglo XXI, Miami se transformó en un importante escenario de programas de reality show como Miami Ink de la TLC, After Dark de Discovery Channel, Miami Animal Police de Animal Planet, 8th & Ocean y Making Menudo de MTV, la cuarta temporada de Making the Band, Roomraiders; The Real World: Miami y The X Effect; Hogan Knows Best de VH1, Bounty Girls: Miami de TruTV, The First 48 de A&E Network, la tercera temporada de Top Chef de Bravo y recientemente con Kourtney and Khloe take Miami que lleva 2 temporadas filmándose en la ciudad.
Los videojuegos de Rockstar Games Grand Theft Auto: Vice City, uno de los más vendidos de la historia, Grand Theft Auto: Vice City Stories y el próximo Grand Theft Auto VI están ambientados en Vice City, ciudad ficticia basada fuertemente en la ciudad de Miami, e incluye parte de la arquitectura y geografía característica de Miami. En el juego se incluyen personajes que hablan en criollo haitiano y en español.
En Miami también se han grabado multitud de películas, entre las que se incluyen: Algo pasa con Mary, Harold & Kumar Escape from Guantanamo Bay, Wild Things, Marley & Me, Ace Ventura: Detective de Mascotas, Out of Time, 2 Fast 2 Furious,  Step Up Revolution, Dos policías rebeldes & Dos policías rebeldes II, Transporter 2, The Birdcage, El Substituto, Blow, Mentiras Arriesgadas, Un domingo cualquiera, Reno 911!: Miami, Quick Pick, Miami Vice (basada en la serie de televisión del mismo nombre), Cocaine Cowboys, Scarface, Police Academy 5, Miami Blues y las películas de James Bond Goldfinger, Operación Trueno y Casino Royale.
Miami también es el centro de producción de películas y telenovelas hispanas. Como resultado, muchos programas en lengua española son grabados en Miami, predominantemente en Hialeah y Doral. Se incluyen concursos televisivos, programas de variedades y noticiarios. Uno de los programas hispanos más famosos transmitidos desde Miami es Sábado Gigante, además del Show de Cristina, Relaciones Peligrosas y El gordo y la flaca. Algunas de las telenovelas muy famosas producidas por la cadena venezolana Venevisión International son Gata Salvaje, Ángel Rebelde, Eva Luna, Secreto de amor, entre otras.

## Ciudades hermanadas
La ciudad de Miami, de acuerdo con la web de Sister Cities International, posee hermandad con las siguientes ciudades:
| Ciudades Hermanadas con Miami, FL   | Ciudades Hermanadas con Miami, FL | Ciudades Hermanadas con Miami, FL |
| ----------------------------------- | --------------------------------- | --------------------------------- |
| Santo Domingo, República Dominicana | Riohacha, Colombia                | Reocin, España                    |
| Cali, Colombia                      | Manizales, Colombia               | Santiago, Chile                   |
| Guayaquil, Ecuador                  | Lima, Perú                        | Bogotá, Colombia                  |
| Buenos Aires, Argentina             | Ciudad de Panamá, Panamá          | Benidorm, España                  |
| Caracas, Venezuela                  | Murcia, España                    | Maracaibo, Venezuela              |
| Mendoza, Argentina                  | Maracay, Venezuela                | Palermo, Italia                   |
| Asunción, Paraguay                  | Barranquilla, Colombia            | Mérida, México                    |
| Kagoshima, Japón                    | Puerto Príncipe, Haití            | Madrid, España                    |
| Beirut, Líbano                      | Dong-gu, Corea del Sur            | Armenia, Colombia                 |
| Zúrich, Suiza                       | Marbella, España                  | Qingdao, China                    |
| Ámsterdam, Países Bajos             | Bruselas, Bélgica                 | Viena, Austria                    |